# An Phú (huyện)
An Phú là một huyện cũ thuộc tỉnh An Giang, Việt Nam.

## Vị trí địa lý
- Phía Tây và Bắc giáp huyện Bourei Cholsar (tỉnh Takeo) và Kaoh Thum (tỉnh Kandal) của Campuchia, đường biên giới dài khoảng 40,5 km.
- Phía Đông giáp thị xã Tân Châu.
- Phía Nam giáp ngã ba sông Hậu ở thành phố Châu Đốc.

Huyện An Phú có địa thế tạm chia làm 3 phần. Sông Hậu, sông Bình Di và sông Châu Đốc chạy song song tạo nên cù lao An Phú ở giữa. Hai bên là các xã bờ Tây sông Châu Đốc và bờ Đông sông Hậu. Ngoài ra còn có cù lao Vĩnh Trường (xưa gọi là cù lao Ba - do tiếng Chăm nghĩa là 3 cù lao) ở phía Nam.
Hầu hết diện tích huyện An Phú đều là đồng bằng, có nhiều nơi bị ngập úng thường xuyên. Đất đai chủ yếu là đất phù sa.
Hàng năm, An Phú chịu ảnh hưởng của mùa lũ hay còn gọi là mùa nước nổi. Khoảng từ tháng 7 (âm lịch), mực nước trên sông Mê Kông dâng cao, mưa nhiều kết hợp với lượng nước tích tụ tại Biển Hồ của Campuchia tràn xuống hạ lưu làm gần như toàn bộ khu vực An Phú chìm trong biển nước, độ ngập trung bình khoảng 2-3 mét. Thời gian ngập lụt kéo dài khá lâu, thường là khoảng từ 4 đến 5 tháng nên có ảnh hưởng rất lớn đến tập quán sinh hoạt, sản xuất của người dân.
Hồ nước ngọt Búng Bình Thiên ở An Phú được đánh giá là hồ nước ngọt tự nhiên rộng nhất miền Tây và có giá trị du lịch nhờ cảnh quan đẹp.

## Dân cư
Tại An Phú, người Kinh chiếm đa số, bên cạnh đó còn có cộng đồng người Chăm, người Hoa.

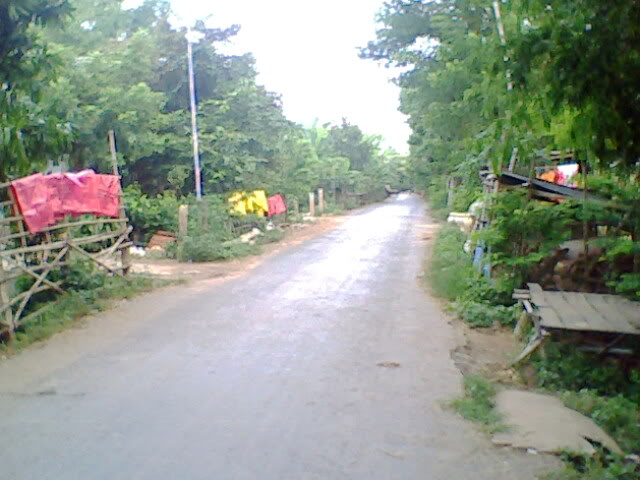
Một con đường láng nhựa ở xã Phú Hữu

Điểm đáng lưu ý là không như hầu hết các địa phương giáp biên giới khác của tỉnh An Giang, tại An Phú không có người Khmer định cư mà chỉ có một số ít sang buôn bán nhỏ. Đặc biệt, do yếu tố lịch sử, khu vực giáp biên giới với Campuchia ở xã Prek Chrey, huyện Koh Thum (giáp các xã Khánh An, Khánh Bình) có rất đông người gốc Việt sinh sống.

### Người Kinh
Người Kinh chiếm đa số tại An Phú. Do điều kiện địa lý, hầu hết nhà cửa xây theo lối nhà sàn nhỏ gọn. Cuộc sống sinh hoạt gắn liền với nông nghiệp. Di tích lịch sử không nhiều, chủ yếu là các chùa, đình làng. Phần đông người dân theo đạo Hòa Hảo, số khác theo đạo Cao Đài, đạo Phật, đạo Bửu Sơn Kỳ Hương, đạo Thiên Chúa...

### Người Chăm
Cộng đồng người Chăm tại An Phú thuộc cộng đồng Chăm Hồi giáo Nam Bộ và có dân số đông nhất tỉnh An Giang, ước tính đến năm 2007 là khoảng 6.000 người trong tổng số khoảng 12.000 người Chăm toàn tỉnh.
Cuộc sống sinh hoạt của họ mang nét riêng, có các lễ hội mang bản sắc dân tộc rõ rệt. Người Chăm ở An Giang vốn có gốc gác là người Chăm ở Chiêm Thành khi xưa. Họ tị nạn ở Campuchia, sống cộng cư với người Chà-và (Cham Chvea, Cham Java, Cham Jva - người gốc Mã Lai) nhờ tương đồng sắc tộc và tôn giáo.
Người Chăm An Phú chủ yếu là con cháu của những nhóm người Chăm mà ngày trước các tướng quân nhà Nguyễn là Lê Văn Đức, Doãn Uẩn, Trương Minh Giảng dẫn về từ Chân Lạp, sau khi nhà Nguyễn cho quân rút khỏi Trấn Tây Thành (Nam Vang), rồi cho định cư dọc theo bên bờ sông Hậu nhằm làm đội tiền trạm bảo vệ biên giới với Chân Lạp. Họ sống tập trung thành từng xóm nhỏ ở các xã đầu nguồn sông Hậu hoặc giáp biên giới Campuchia và gần đồn Châu Đốc.

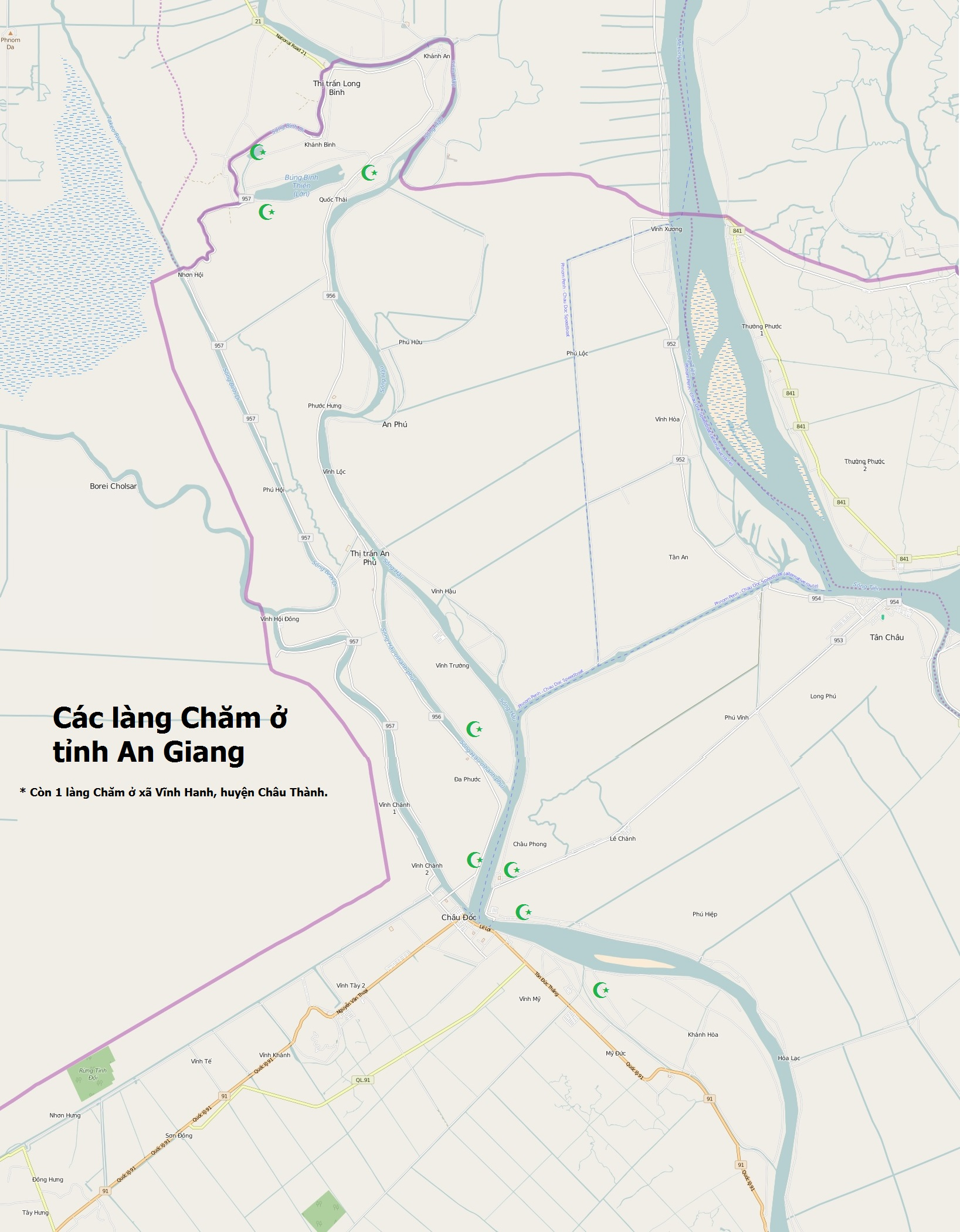
Các làng Chăm ở tỉnh An Giang (huyện An Phú, Châu Phú, Châu Thành, thị xã Tân Châu).

Các xã có người Chăm sinh sống là Đa Phước, Vĩnh Trường, Quốc Thái, Nhơn Hội, Khánh Bình đều thuộc An Phú. Các địa phương còn lại ở An Giang có người Chăm sinh sống là Khánh Hòa (Châu Phú), Châu Phong (Tân Châu) và Vĩnh Hanh (Châu Thành).
Toàn bộ người Chăm ở An Phú gần như đều theo đạo Hồi, có các thánh đường Hồi giáo (Masjid) lớn và các tiểu Thánh đường (Surao) tại các xã có đông người Chăm sinh sống. Đa số thánh đường được các nước Hồi giáo như Ả Rập Xê Út, Các Tiểu Vương quốc Ả Rập Thống nhất, Kuwait, Malaysia,... tài trợ xây mới. Đặc biệt, có một số Masjid được đánh giá là đẹp và lớn nhất Việt Nam như Masjid Jamiul Muslimin ở xã Quốc Thái.
Ngành nghề chủ yếu của người Chăm nông nghiệp, sản xuất thủ công (nổi tiếng với nghề dệt thổ cẩm), đánh bắt thủy sản (người Chăm rất giỏi nghề chài lưới, người Chăm không ăn thịt lợn), một số khác đi buôn bán khắp các nơi ở miền Tây và Thành phố Hồ Chí Minh (người Chăm có tập quán này từ rất lâu).
Trong giai đoạn khó khăn về kinh tế vào khoảng năm 1979, một lượng người Chăm ở Nhơn Hội và Khánh Bình đã di cư tới xã Vĩnh Hanh, huyện Châu Thành; số khác đi sang nước ngoài (đặc biệt là Malaysia do có tôn giáo, văn hóa tương đồng và hỗ trợ tài chính).
Người Chăm ở đây cũng có nhiều người từng sang hành lễ tại thánh địa Mecca ở Ả Rập Xê Út. Ngoài ra, rất nhiều thanh niên Chăm được tài trợ để đi du học ở các nước Hồi giáo như Malaysia, Ả Rập Xê Út, Ấn Độ,... Văn hóa Malaysia có tác động lên đời sống của cộng đồng Chăm có thể thấy rõ. Có ý kiến nhận xét rằng những xóm Chăm ở đây không khác mấy với các xóm của người Mã Lai ở Malaysia.

### Người Hoa
Người Hoa ở An Phú có thể là con cháu của những thương nhân từng buôn bán trên tuyến đường thủy Phnom Pênh - Châu Đốc, và một số nơi di cư đến.
Thời Pháp thuộc, chính quyền Pháp phân chia ra 2 nhóm người Hoa ở tỉnh Châu Đốc là người Minh Hương và người Trung Hoa.
Người Hoa sống chủ yếu tại các chợ, sau nhiều năm định cư đã gần như hòa trộn vào cộng đồng người Kinh.

## Hành chính
Huyện An Phú có 14 đơn vị hành chính cấp xã trực thuộc, bao gồm 3 thị trấn: An Phú (huyện lỵ), Đa Phước, Long Bình và 11 xã: Khánh An, Khánh Bình, Nhơn Hội, Phú Hội, Phú Hữu, Phước Hưng, Quốc Thái, Vĩnh Hậu, Vĩnh Hội Đông, Vĩnh Lộc, Vĩnh Trường được chia thành 58 ấp.
| TT. Long Bình TT. An Phú TT. Đa Phước X. Khánh An X. Khánh Bình X. Nhơn Hội X. Phú Hội X. Vĩnh Hội Đông X. Phước Hưng X. Quốc Thái X. Phú Hữu X. Vĩnh Lộc X. Vĩnh Hậu X. Vĩnh Trường Kandal (Cambodia) TX. Tân Châu TP. Châu Đốc Takéo (Cambodia) Bản đồ hành chính huyện An Phú, tỉnh An Giang |

| Đơn vị hành chính cấp xã                                                                     | Thị trấn An Phú | Thị trấn Đa Phước | Thị trấn Long Bình | Xã Khánh An | Xã Khánh Bình | Xã Nhơn Hội | Xã Phú Hội | Xã Phú Hữu | Xã Phước Hưng | Xã Quốc Thái | Xã Vĩnh Hậu | Xã Vĩnh Hội Đông | Xã Vĩnh Lộc | Xã Vĩnh Trường |
| -------------------------------------------------------------------------------------------- | --------------- | ----------------- | ------------------ | ----------- | ------------- | ----------- | ---------- | ---------- | ------------- | ------------ | ----------- | ---------------- | ----------- | -------------- |
| Diện tích (km²)                                                                              | 8,16            | 15,76             | 3,54               | 6,44        | 7,97          | 12,96       | 23,94      | 39,65      | 15,22         | 10,77        | 20,13       | 7,79             | 41,34       | 12,50          |
| Dân số (người)                                                                               | 9.818           | 17.590            | 9.445              | 11.731      | 6.869         | 10.675      | 9.707      | 14.942     | 8.771         | 11.915       | 6.808       | 10.092           | 10.188      | 10.999         |
| Mật độ dân số (người/km²)                                                                    | 1.203           | 1.116             | 2.668              | 1.822       | 862           | 824         | 405        | 377        | 576           | 1.106        | 338         | 1.296            | 246         | 880            |
| Số đơn vị hành chính                                                                         | 3 ấp            | 4 ấp              | 3 ấp               | 4 ấp        | 4 ấp          | 3 ấp        | 5 ấp       | 6 ấp       | 4 ấp          | 5 ấp         | 4 ấp        | 4 ấp             | 5 ấp        | 4 ấp           |
| Nguồn: Kết quả điều tra dân số và nhà ở tỉnh An Giang 1/4/2019 Nghị quyết số 721/NQ-UBTVQH15 |                 |                   |                    |             |               |             |            |            |               |              |             |                  |             |                |

## Lịch sử
Năm 1757, vua Chân Lạp là Nặc Tôn dâng đất Tầm Phong Long (khu vực nằm giữ sông Tiền và sông Hậu) cho chúa Nguyễn. Trong vùng Tầm Phong Long, đất An Phú là khu vực gần nhất, hướng về trung tâm lãnh thổ Chân Lạp.
Năm 1823, khi đào kênh Vĩnh Tế, Thoại Ngọc Hầu đã lập các xã Vĩnh Lộc, Vĩnh Hậu, Vĩnh Trường, Vĩnh Hội Đông.
Năm 1824, ông Nguyễn Văn Luật đứng đầu nhóm thợ săn khai phá làng Vĩnh Hội kế bên làng Vĩnh Nguơn.
Năm 1825, Thoại Ngọc Hầu cho đắp con đường từ Châu Đốc lên Lò Gò - Sóc Vinh nối các làng với nhau rất tiện lợi trong việc đi lại cho nhân dân.

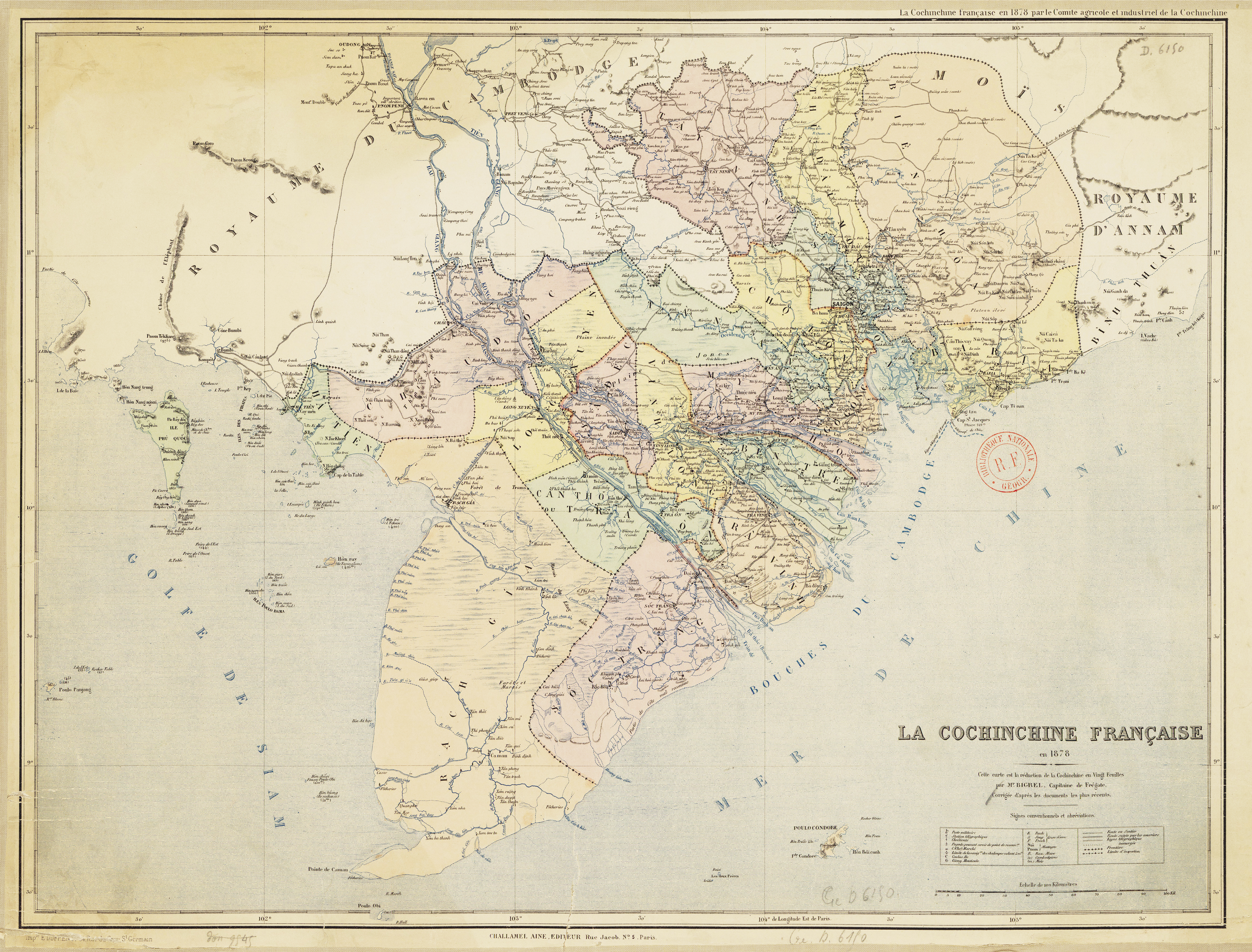
Bản đồ Nam Kỳ năm 1878. Có thể thấy rõ địa danh một số làng ở An Phú như Lý Nhơn (nay là Prek Chrey), Bắc Nam (nay là Prek Chrey), Benghi (Bình Di), Khánh Hội, Khánh Bình, Vĩnh Hội, Đa Phước.

Vào năm 1832, khi tỉnh An Giang ra đời thì đất An Phú thuộc về tổng Châu Phú, huyện Tây Xuyên, phủ Tuy Biên - một trong hai phủ của tỉnh An Giang lúc bấy giờ. Cũng trong năm này, đình thần Đa Phước được khởi công xây dựng bằng vật liệu đơn sơ.
Theo Địa bạ An Giang được xác lập ngày mùng 3 tháng 6 năm Minh Mệnh thứ 17 (Dương lịch 1836), các thôn của phủ Tuy Biên, tỉnh An Giang sau đây thuộc địa phận huyện An Phú ngày nay:
- Huyện Đông Xuyên, tổng An Lương: Lý Nhơn, Toàn Đức, Vĩnh Hậu, Vĩnh Lộc, Vĩnh Toàn.
- Huyện Tây Xuyên, tổng Châu Phú: Khánh An, Long Thạnh, Nhơn Hội, Vĩnh Hội, Vĩnh Khánh, Vĩnh Nguơn, Vĩnh Phước, Vĩnh Thành, Vĩnh Trường.

Tháng 9 năm 1841, vì thấy việc binh bị tốn kém, vua Thiệu Trị sai bỏ Trấn Tây thành, rút binh về An Giang. Nhiều người Chăm ở Chân Lạp đã đi theo khâm sai đại thần Lê Văn Đức, Phó khâm sai Doãn Uẩn cùng Trấn Tây đại tướng quân Trương Minh Giảng từ Trấn Tây Thành rút về bảo Châu Đốc. Đa số người Chăm là binh lính, thân binh, cận vệ của nhà Nguyễn. Họ theo đoàn quân người Việt cư trú dọc đầu nguồn sông Hậu thuộc tỉnh An Giang từ đó đến bây giờ.
Năm 1866, nhà Nguyễn bỏ các đồn bảo ở Vĩnh Thành, Lý Nhơn và sông Vĩnh Tế thuộc tỉnh An Giang. Lý Nhơn (chữ Hán: 理仁) nay là Phumi Li Nhu, xã Prek Chrey (ព្រែកជ្រៃ) huyện Koh Thum (ស្រុកកោះធំ) tỉnh Kandal của Campuchia.
Năm 1867, Pháp chiếm Châu Đốc. Thời Pháp thuộc, vùng đất An Phú đa phần nằm trong khu vực tổng An Lương và tổng Châu Phú thuộc quận Châu Thành, tỉnh Châu Đốc.

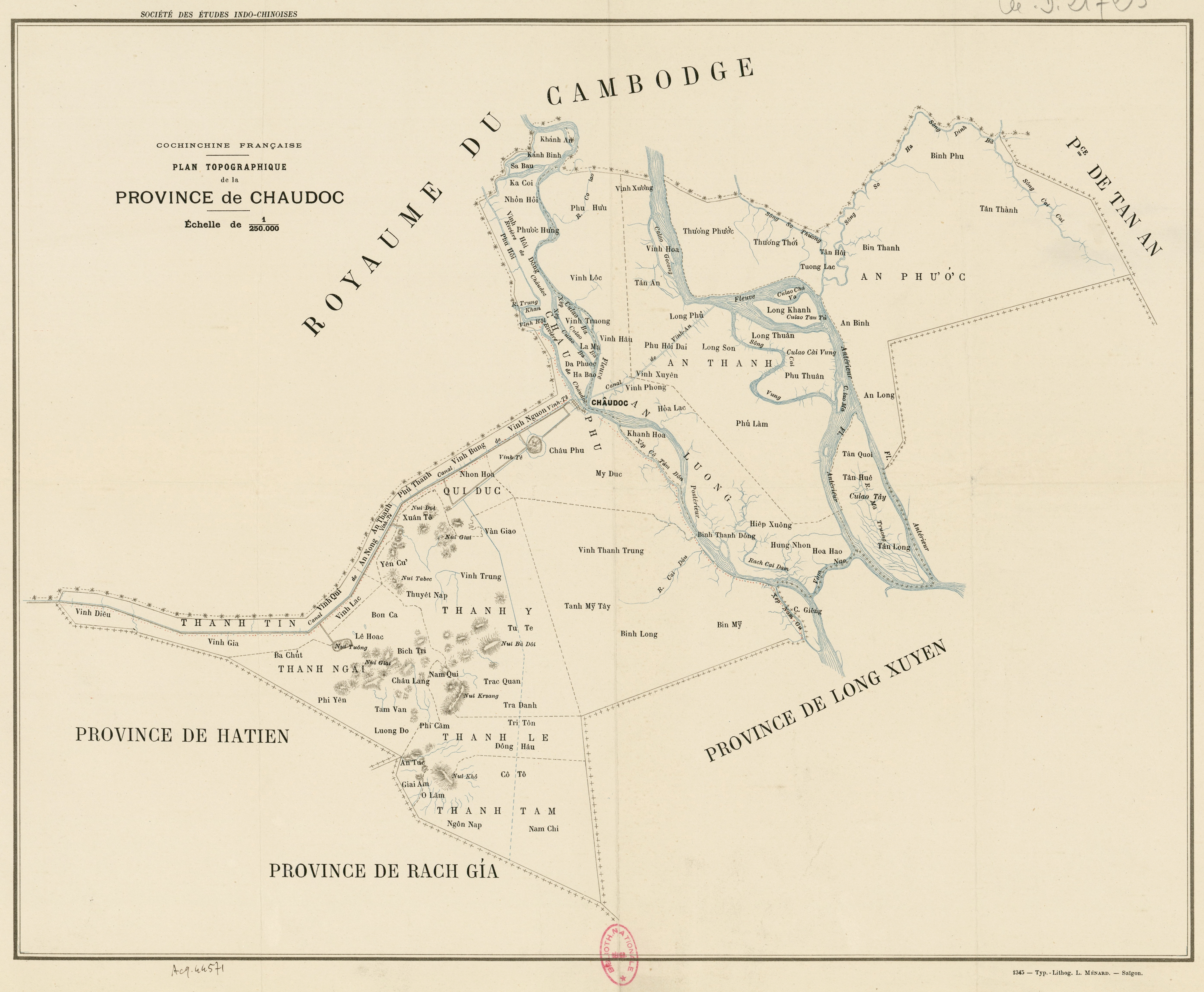
Bản đồ tỉnh Châu Đốc năm 1890. Các làng xã ở An Phú đã được định danh rõ ràng như: La Ma, Sa Bâu, Hà Bao, Đa Phước, Vĩnh Hội, Phú Hội, Phú Hữu,...

Năm 1872, ông Ngô Lợi cho hợp ghe thuyền của tín đồ đi đến cất chùa ở cù lao Ba (nay là xã Vĩnh Trường, huyện An Phú), rồi lấy đó làm cơ sở truyền đạo.
Năm 1870 và 1873, Pháp cắt một số làng ven biên giới thuộc tổng An Lương và Châu Phú giao cho Cam-Bốt quản lý (Bắc Nam, Lý Nhơn,...).
Ngày 03 tháng 11 năm 1904, Hội đồng Thuộc địa Nam Kỳ quyết định thành lập một tổng mới tên An Phú thuộc tỉnh Châu Đốc.
Tổng An Phú thành lập từ 15 làng tách ra từ hai tổng Châu Phú và An Lương, diện tích toàn tổng là 17.071 héc-ta. Các làng gồm: (từ tổng Châu Phú) Khánh An, Khánh Bình, Sabâu, Kacôi, Nhơn Hội, Vĩnh Khánh, Khánh Hội và Kacôki; (từ tổng An Lương) Đồng Đức, Phú Hữu, Vĩnh Lộc, Vĩnh Hậu, Vĩnh Phong, Châu Giang và Phũm Soài.
Tháng 7 năm 1942, Pháp giao làng Bình Di cho Cam Bốt, đổi lại Cam Bốt giao làng (cồn) Khánh Hòa cho xã Khánh An.
Đến năm 1956, chính quyền Việt Nam Cộng hòa quyết định đổi tên quận Châu Thành thành quận Châu Phú thuộc tỉnh An Giang vừa mới thành lập. Quận Châu Phú khi đó vẫn gồm 3 tổng: Châu Phú, An Phú và An Lương.
Ngày 6 tháng 8 năm 1957, chính quyền Việt Nam Cộng hòa tách một phần phía Bắc quận Châu Phú để thành lập quận An Phú thuộc tỉnh An Giang, bao gồm tổng An Phú với 9 xã và 4 xã của tổng Châu Phú.
Quận An Phú gồm 2 tổng, 13 xã là: Nhơn Hội, Phú Hữu, Khánh An, Khánh Bình, Phước Hưng, Phú Hội, Phũm Soài, Vĩnh Hội Đông, Vĩnh Lộc thuộc tổng An Phú; Vĩnh Hậu, Vĩnh Phong, Đa Phước, Vĩnh Trường thuộc tổng Châu Phú. Quận lỵ đặt tại xã Phước Hưng.
Từ năm 1959, lực lượng vũ trang cách mạng tỉnh An Giang lần lượt đánh chiếm và thành lập các căn cứ cách mạng tại các xã Phú Hữu (căn cứ B1 - Bưng Ven), Khánh Bình (B3 - Vạt Lài).

Bản đồ hành chánh quận An Phú, tỉnh Châu Đốc trước 1975.

Ngày 8 tháng 9 năm 1964, chính quyền Việt Nam Cộng hòa quyết định tái lập tỉnh Châu Đốc. Quận An Phú thuộc về tỉnh Châu Đốc, gồm 11 xã là: Khánh An, Khánh Bình, Nhơn Hội, Phước Hưng, Vĩnh Hội Đông, Phú Hội, Đa Phước, Vĩnh Trường, Vĩnh Hậu, Vĩnh Lộc và Phú Hữu. Địa giới này tồn tại đến năm 1975.
Về phía chính quyền Cách mạng, sau năm 1945, địa bàn An Phú ngày nay thuộc tỉnh Châu Đốc. Ngày 6 tháng 3 năm 1948, vùng đất này được đặt thành huyện Châu Phú B, thuộc tỉnh Long Châu Tiền. Ngày 27 tháng 6 năm 1951, huyện Châu Phú B thuộc tỉnh Long Châu Sa. Tháng 10 năm 1954, vùng đất An Phú trở lại thuộc quận Châu Thành, tỉnh Châu Đốc.
Giữa năm 1957, chính quyền Cách mạng cũng quyết định thành lập huyện An Phú thuộc tỉnh An Giang. Tháng 10 năm 1961, tỉnh ủy An Giang hợp nhất hai huyện Tân Châu và An Phú thành liên huyện Tân Châu - An Phú. Tháng 2 năm 1972, lại tách thành hai huyện như cũ. Tháng 05 năm 1974, huyện An Phú thuộc tỉnh Long Châu Tiền.
Trong giai đoạn chiến tranh Việt Nam, ở An Phú có sự hiện diện của một số binh lính Hoa Kỳ.
Tháng 12 năm 1975, Bộ Chính trị ra Nghị quyết sáp nhập hai huyện Tân Châu và An Phú thành huyện Phú Châu, thuộc tỉnh An Giang.

Cuối năm 1977, toàn tỉnh An Giang chuyển trạng thái sang thời chiến tranh do Khmer Đỏ gây hấn.

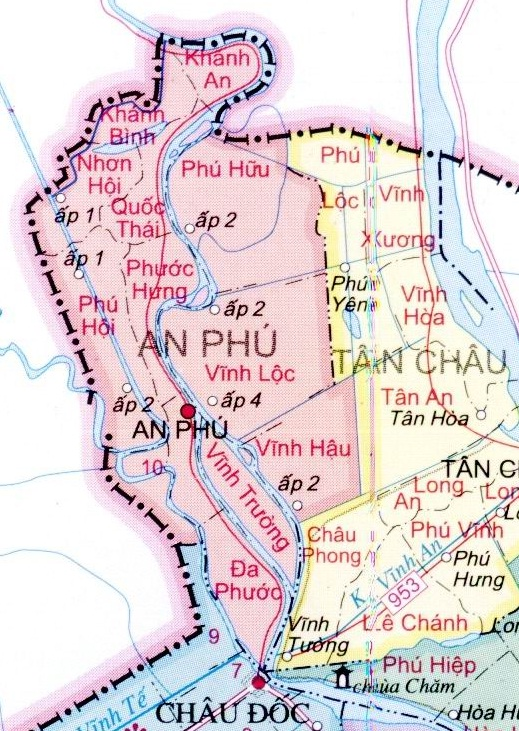
Bản đồ huyện An Phú trước năm 2009.

Năm 1978, Khmer Đỏ tấn công và đánh chiếm nhiều mục tiêu ở An Giang, trong đó có huyện Phú Châu. Nhân dân khu vực huyện An Phú hiện nay đa số phải tản cư về các địa phương ở sâu bên trong lãnh thổ Việt Nam. Quân đội nhân dân Việt Nam tấn công giành lại các mục tiêu ở Phú Châu, giao tranh ở cấp sư đoàn.
Năm 1979, quân đội Việt Nam đánh bật quân Khmer Đỏ ra khỏi huyện Phú Châu, tiếp tục truy kích Khmer Đỏ trong biên giới Campuchia.
Ngày 25 tháng 4 năm 1979, Hội đồng Chính phủ ban hành Quyết định 181-CP. Theo đó:
- Sáp nhập ấp Long Châu của xã Long Phú, một phần ấp Phú An B, ấp Phú Hưng và ấp Phú Hữu của xã Phú Vĩnh vào xã Tân An
- Sáp nhập ấp Tân Thạnh của xã Tân An vào xã Vĩnh Hòa
- Chia xã Tân An thành 2 xã: Long An và Tân An
- Sáp nhập Cù Lao Cở Túc (tức ấp Vĩnh Thạnh) của xã Vĩnh Trường vào xã Vĩnh Hậu
- Sáp nhập ấp Long Hưng của xã Long Phú vào thị trấn Tân Châu
- Thành lập xã Phú Lộc ở vùng kinh tế mới Kinh Năm

Ngày 12 tháng 1 năm 1984, Hội đồng Bộ trưởng ban hành Quyết định số 8-HĐBT. Theo đó:
- Thành lập xã Lê Chánh trên cơ sở tách ấp Vĩnh Thạnh của xã Châu Phong và ấp Phú Hữu của xã Phú Vĩnh.
- Thành lập xã Quốc Thái trên cơ sở tách ấp 4 của xã Nhơn Hội, ấp 1 của xã Phước Hưng và các cồn Bắc, cồn Nam, cồn Liệt sĩ của xã Phú Hữu.
- Thành lập thị trấn An Phú trên cơ sở tách ấp Phước Thạnh của xã Đa Phước và một phần ấp 4 của xã Phước Hưng.
- Sáp nhập một phần ấp 1 của xã Vĩnh Lộc vào xã Phú Hữu.

Ngày 13 tháng 11 năm 1991, 
Hội đồng Bộ trưởng ban hành Quyết định số 373-HĐBT chia huyện Phú Châu thành 2 huyện: An Phú và Tân Châu. Huyện An Phú bao gồm thị trấn An Phú và 12 xã: Đa Phước, Khánh An, Khánh Bình, Nhơn Hội, Phú Hội, Phú Hữu, Phước Hưng, Quốc Thái, Vĩnh Hậu, Vĩnh Hội Đông, Vĩnh Lộc, Vĩnh Trường.
Ngày 12 tháng 4 năm 2005, Chính phủ ban hành Nghị định 52/2005/NĐ-CP thành lập thị trấn Long Bình trên cơ sở 174 ha diện tích tự nhiên và 4.054 nhân khẩu của xã Khánh Bình, 248 ha diện tích tự nhiên và 3.738 nhân khẩu của xã Khánh An.
- Thị trấn Long Bình có 422 ha diện tích tự nhiên và 7.792 nhân khẩu.
- Xã Khánh Bình còn lại 730 ha diện tích tự nhiên và 7.004 nhân khẩu.
- Xã Khánh An còn lại 541 ha diện tích tự nhiên và 11.046 nhân khẩu.

Ngày 24 tháng 8 năm 2009, Chính phủ ban hành Nghị quyết số 40/NQ-CP về điều chỉnh địa giới hành chính xã thuộc huyện Tân Châu, huyện An Phú, huyện Phú Tân, thành lập thị xã Tân Châu, thành lập các phường thuộc thị xã Tân Châu, tỉnh An Giang. Theo đó:
- Điều chỉnh 347 ha diện tích tự nhiên và 1.062 nhân khẩu của xã Phú Lộc thuộc huyện Tân Châu vào xã Phú Hữu quản lý.
- Điều chỉnh 513 ha diện tích tự nhiên và 1.415 nhân khẩu của xã Phú Lộc thuộc huyện Tân Châu vào xã Vĩnh Lộc quản lý.
- Xã Phú Hữu có 3.975 ha diện tích tự nhiên và 18.866 nhân khẩu.
- Xã Vĩnh Lộc có 4.116 ha diện tích tự nhiên và 13.688 nhân khẩu.

Huyện An Phú có 22.637,7 ha diện tích tự nhiên và 191.328 nhân khẩu, có 14 đơn vị hành chính trực thuộc, bao gồm các xã: Đa Phước, Khánh An, Khánh Bình, Nhơn Hội, Phú Hội, Phú Hữu, Phước Hưng, Quốc Thái, Vĩnh Hậu, Vĩnh Hội Đông, Vĩnh Lộc, Vĩnh Trường và thị trấn An Phú, thị trấn Long Bình.
Ngày 13 tháng 2 năm 2023, Ủy ban Thường vụ Quốc hội ban hành Nghị quyết số 721/NQ-UBTVQH15 (nghị quyết có hiệu lực từ ngày 10 tháng 4 năm 2023). Theo đó, thành lập thị trấn Đa Phước trên cơ sở toàn bộ diện tích tự nhiên và dân số của xã Đa Phước.
Từ đó, huyện An Phú có 3 thị trấn và 11 xã như hiện nay.

## Giáo dục
Toàn bộ các xã, thị trấn đều có trường học từ cấp mẫu giáo đến trung học cơ sở, huyện có 4 trường trung học phổ thông là:
- THPT An Phú
- THPT Lương Thế Vinh (THPT An Phú 2 cũ)
- THPT Quốc Thái
- THPT Vĩnh Lộc

Ngoài ra tại An Phú còn có 1 trung tâm dạy nghề kết hợp giáo dục thường xuyên.

## Y tế
Mạng lưới y tế được phủ rộng toàn huyện: 14 Trạm Y tế xã, thị trấn; 1 Trung tâm Y tế huyện, 1 Phòng khám khu vực Đồng Ky,

## Kinh tế
Dân cư ở An Phú chủ yếu là nông dân, hầu hết diện tích đều trồng lúa (vùng này là một trong những nơi có đất phù sa tốt của tỉnh An Giang) ngoài ra còn làm rẫy (bắp, ớt, khoai, củ sắn,...) và nuôi trồng thủy sản.
Hàng năm, cả huyện này đều chịu ảnh hưởng của mùa nước nổi, khoảng từ tháng 6 đến tận tháng 12, ngập lụt ruộng đồng là chuyện thường niên nên người dân ở đây đã quen thuộc.

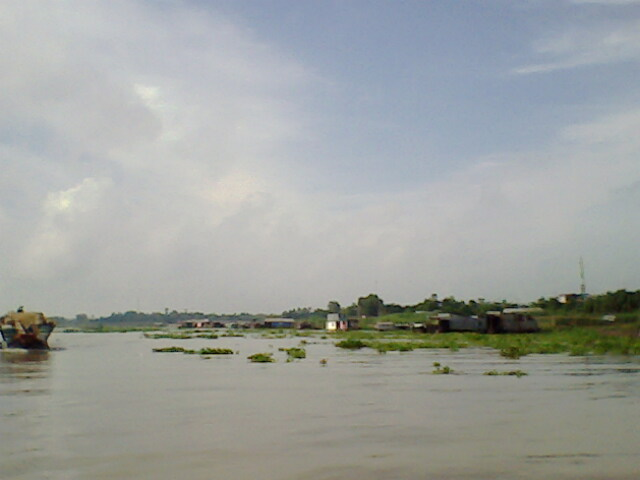
bờ sông Hậu ngang thị trấn An Phú

Huyện An phú là địa phương có đường biên giới với Campuchia khá dài và thường có sự đi lại của người dân hai bên. Có một số của khẩu biên giới nổi bật ở An Phú là: Long Bình, Vĩnh Hội Đông, Bắc Đai,... Ở phía bên kia biên giới, đối diện thị trấn Long Bình là chợ Chrey Thom thuộc xã Sampeou Poun của Campuchia, giao thương khá phát triển.

## Giao thông
Địa thế của An Phú có vai trò quan trọng về chính trị, quân sự và kinh tế do: án ngữ nơi đầu nguồn của sông Hậu khi từ Campuchia vào Việt Nam, nằm trên tuyến đường giao thông thủy nối liền các tỉnh miền Tây ven sông Hậu Việt Nam với thủ đô Phnôm Pênh của Campuchia. Trước đây việc giao thông ở An Phú với Châu Đốc khá bất tiện vì phải qua phà, hiện nay cầu Cồn Tiên đã hoàn thành tạo sự thông suốt giao thông với quốc lộ 91.
Tính theo đường bộ thì từ An Phú đi thủ đô Phnom Pênh của Campuchia là đường gần nhất từ Việt Nam đi sang nên tạo điều kiện tốt cho giao thương trong vùng.
- Cầu Cồn Tiên nối liền thành phố Châu Đốc với xã Đa Phước.
- Tỉnh lộ 956 dọc sông Hậu đang được năng cấp thành Quốc lộ 91C.
- Tỉnh lộ 957 tạo thành trục đường mới dọc theo sông Châu Đốc để nối liền Thành phố Châu Đốc sang Campuchia theo ngả An Phú.
- Năm 2014, khởi công Dự án cầu Long Bình – Chrey Thom ជ្រៃធំ nối liền Việt Nam - Campchia. Tháng 4 năm 2017, cầu Long Bình - Chrey Thom chính thức thông xe.

## Di tích - Thắng cảnh

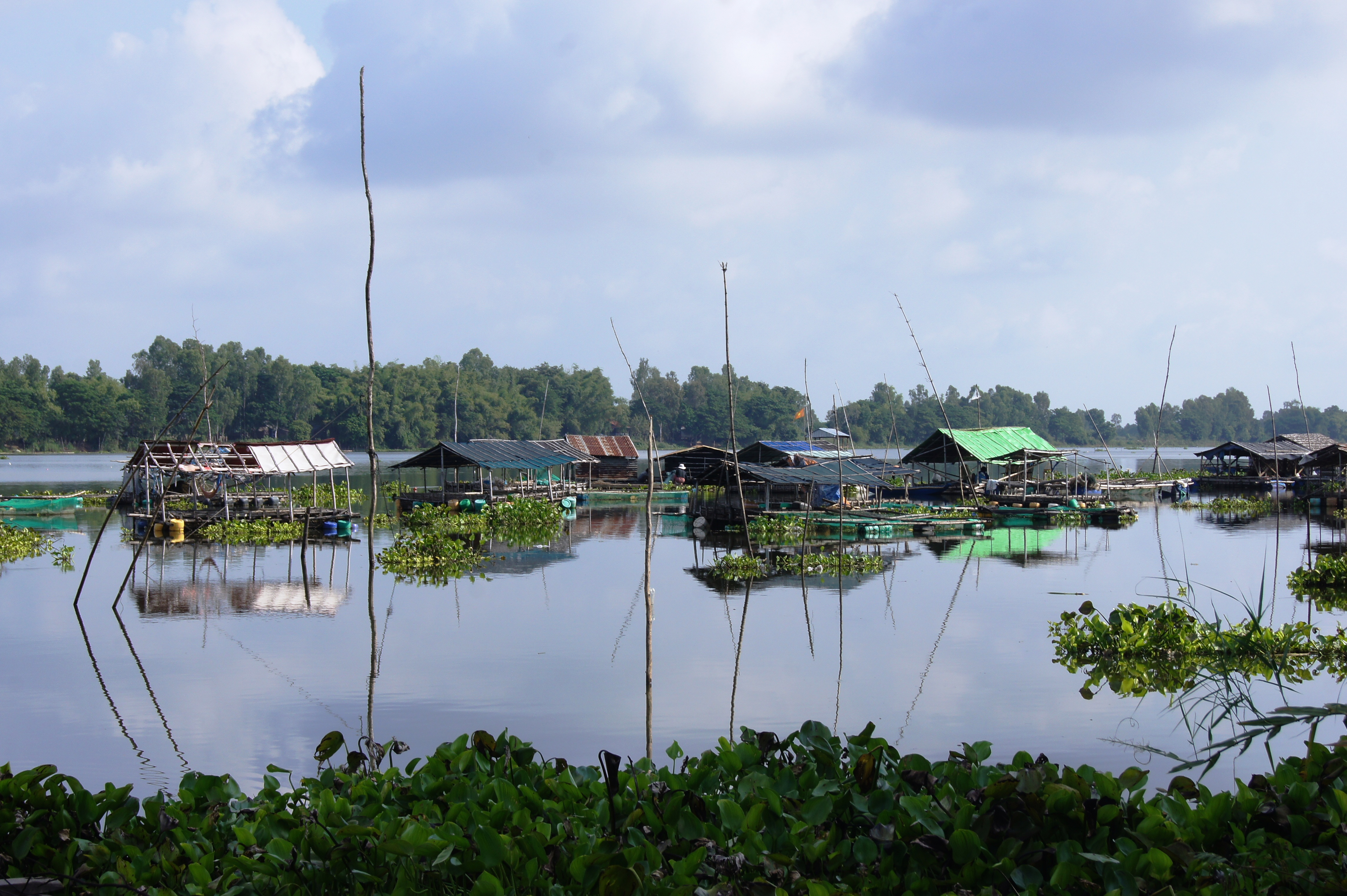
Búng Bình Thiên

- Búng Bình Thiên còn có tên gọi là Hồ Nước Trời, thuộc huyện An Phú, tỉnh An Giang, Việt Nam. Theo sách Địa chí An Giang (tập 1)[31], hồ Búng Bình Thiên gồm Búng Bình Thiên lớn và Búng Bình Thiên nhỏ, nằm giữa 2 sông Bình Di và sông Hậu tại các xã Khánh Bình, Nhơn Hội và thị trấn Long Bình (đều thuộc huyện An Phú). Trong đó, Búng Bình Thiên lớn có diện tích mặt nước trung bình là 193 ha, độ sâu trung bình là 6 m; Búng Bình nhỏ có diện tích mặt nước trung bình là 10 ha, độ sâu trung bình là 5 m[32]. Với diện tích như vậy, Búng Bình Thiên được coi là một trong những hồ nước ngọt lớn nhất miền Tây Nam Bộ[33].

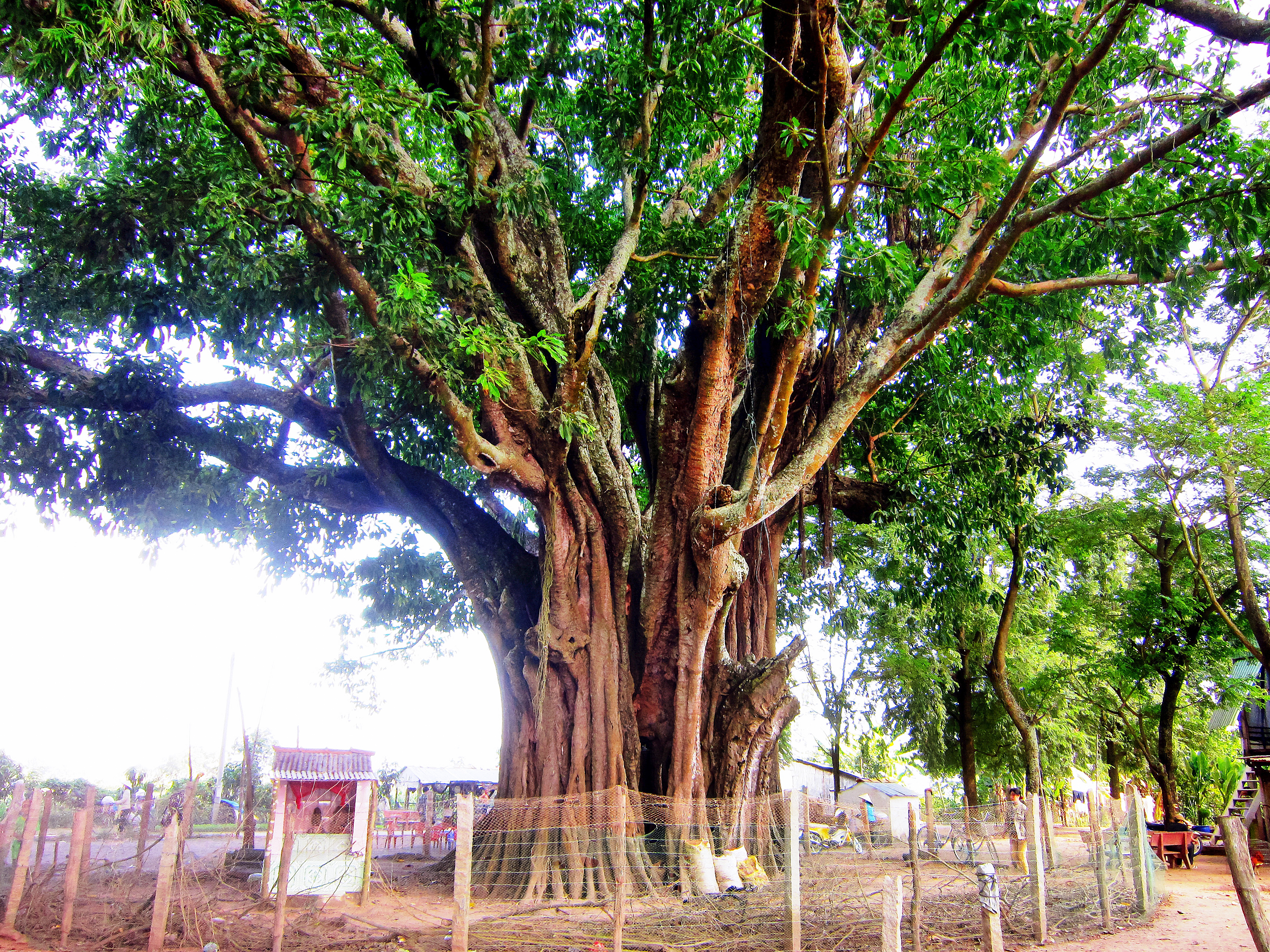
Cây đa cổ thụ

- Cây đa cổ thụ hiện ở tại ấp Tân Thạnh, thị trấn Long Bình, huyện An Phú. Cây cao khoảng 30 m, chu vi thân ở phần gần gốc là 26, 8 m. Năm 2005, sau khi lấy mẫu giám định, ngành chức năng đã xác định độ tuổi của cây là trên 340 năm, và đây là cây đa lâu năm nhất của tỉnh [34].
- Đình thần Đa Phước tọa lạc tại ấp Phước Thọ, xã Đa Phước, huyện An Phú, tỉnh An Giang. Đình được xây từ năm 1832, tới năm 1999, đình được Bộ Văn Hóa Du lịch xếp hạng Kiến trúc nghệ thuật[35].
- Đình thần Phước Hưng thuộc xã Phước Hưng. Ngày 18-2-2000, đình Phước Hưng được UBND tỉnh An Giang xếp hạng Di tích lịch sử cách mạng theo quyết định số 289/QĐ.UB[36].
- Đình thần Khánh Bình thuộc ấp Sa Tô xã Khánh Bình. Năm 2009 đình Khánh Bình được UBND tỉnh An Giang xếp hạng di tích lịch sử Cách mạng[37].
- Chùa Linh Ẩn Tự (còn gọi là chùa Ông Năm) - thị trấn Long Bình, huyện An Phú, An Giang. Chùa có bức tượng Phật Di Đà 2 mặt lớn nhất miền Tây[38].
- Các xóm Chăm ở An Phú có nét văn hóa đặc sắc của đồng bào Chăm Hồi giáo. Mỗi xóm Chăm đều có các Thánh đường (Masjid) và Tiểu Thánh đường (Surao) mang kiến trúc Hồi giáo đẹp mắt.

## Hình ảnh

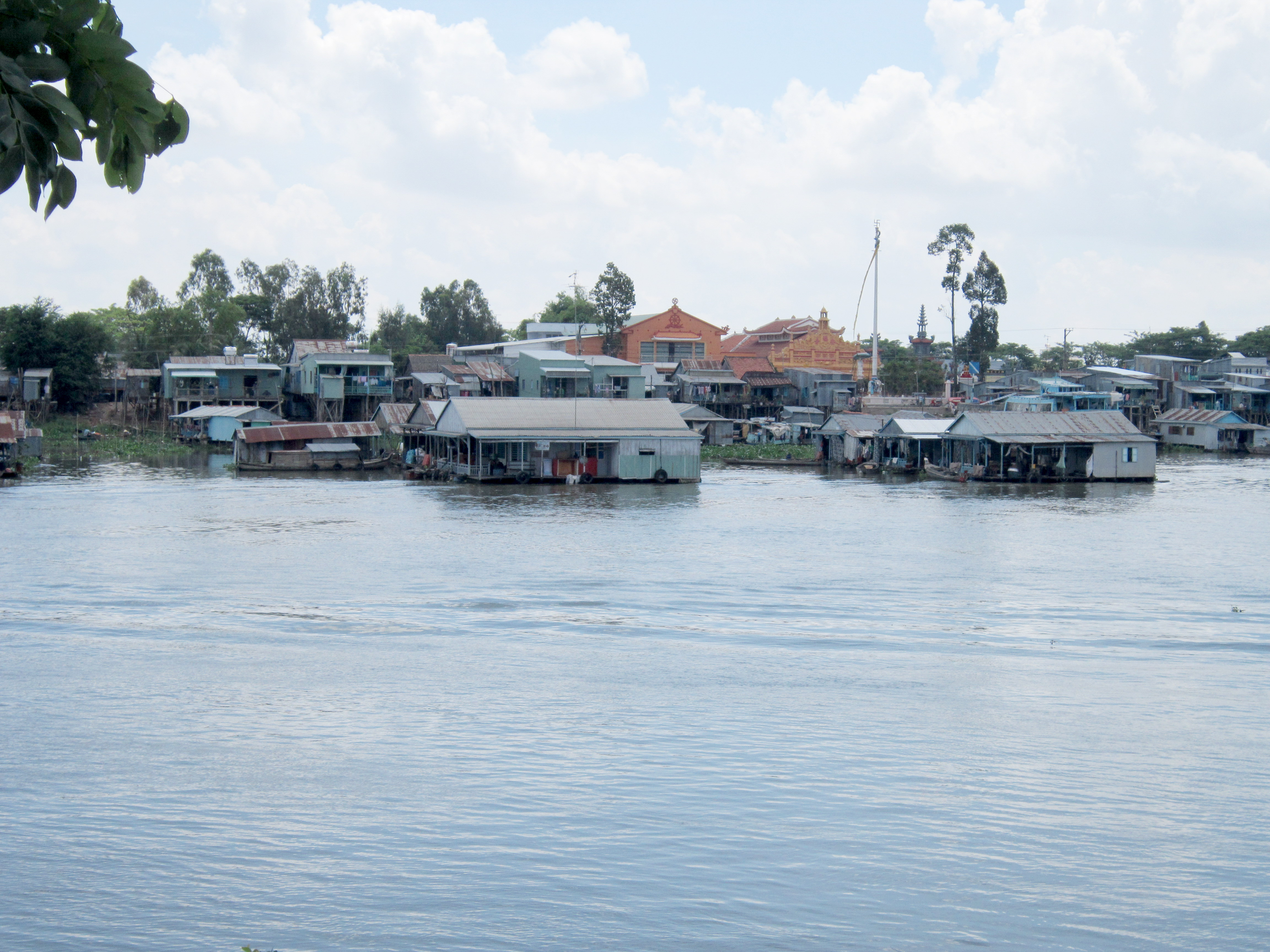
Một góc Đa Phước, ở khu vực chùa Đa Phước, bên sông Châu Đốc (An Giang, Việt Nam).
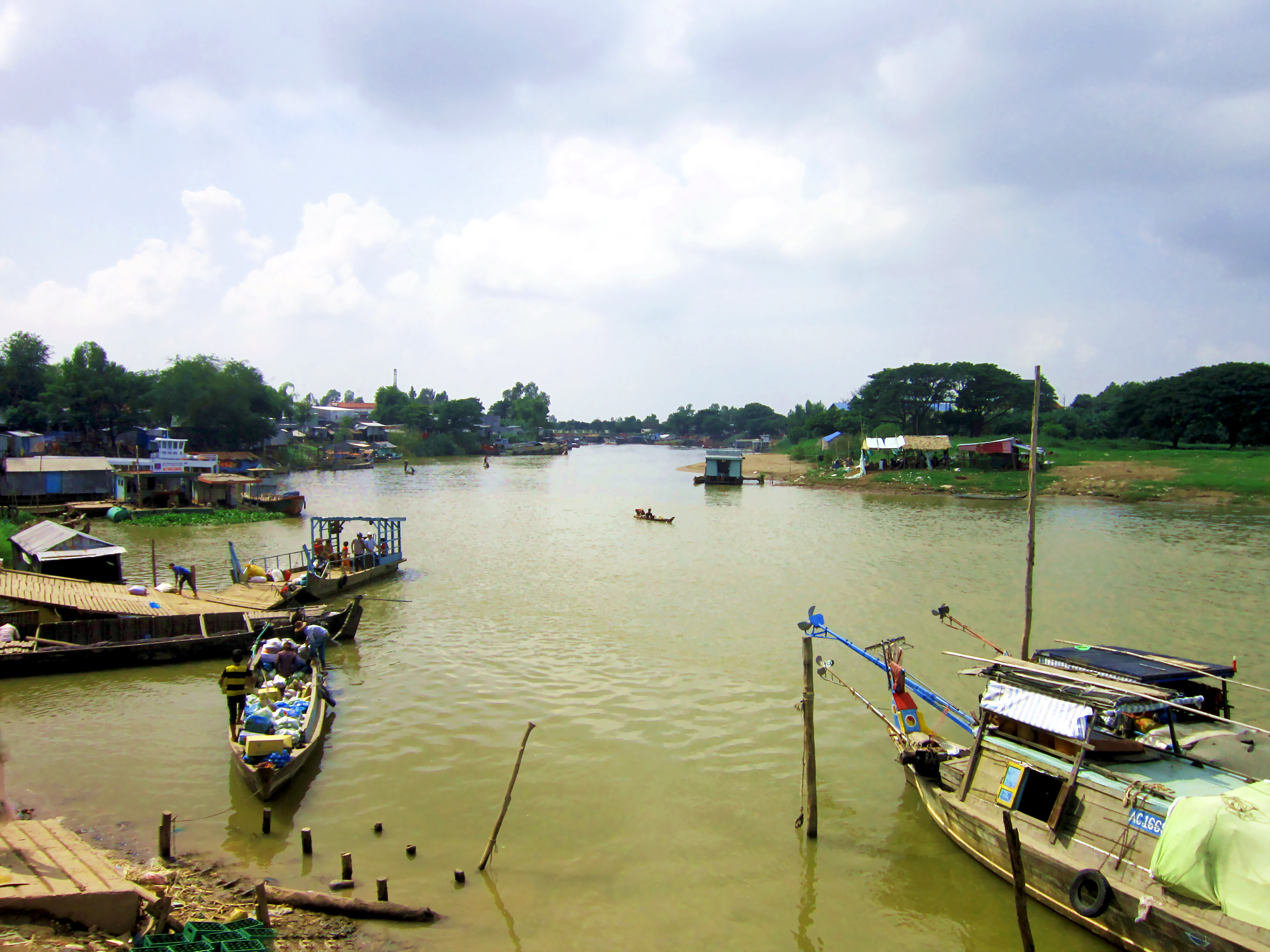
Bến phà tại chợ thị trấn Long Bình (An Phú, An Giang, Việt Nam), bên sông Bình Di. Đến đây, khúc sông này trở thành biên giới tự nhiên giữa Việt Nam và Campuchia (bờ bên phải ảnh).
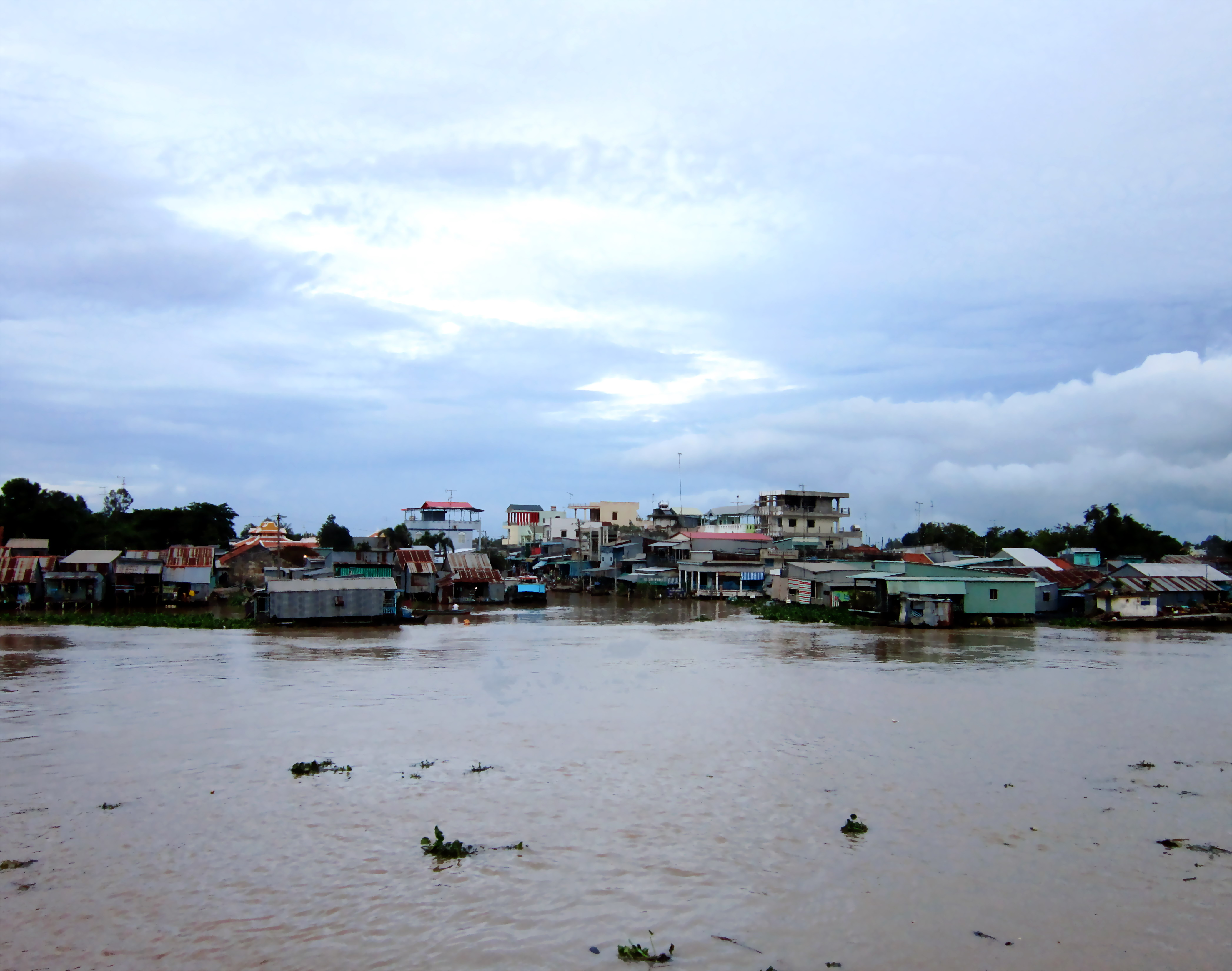
Chiều trên sông Châu Đốc, chỗ bến đò Châu Giang ở Đa Phước, thuộc huyện An Phú, tỉnh An Giang, Việt Nam.
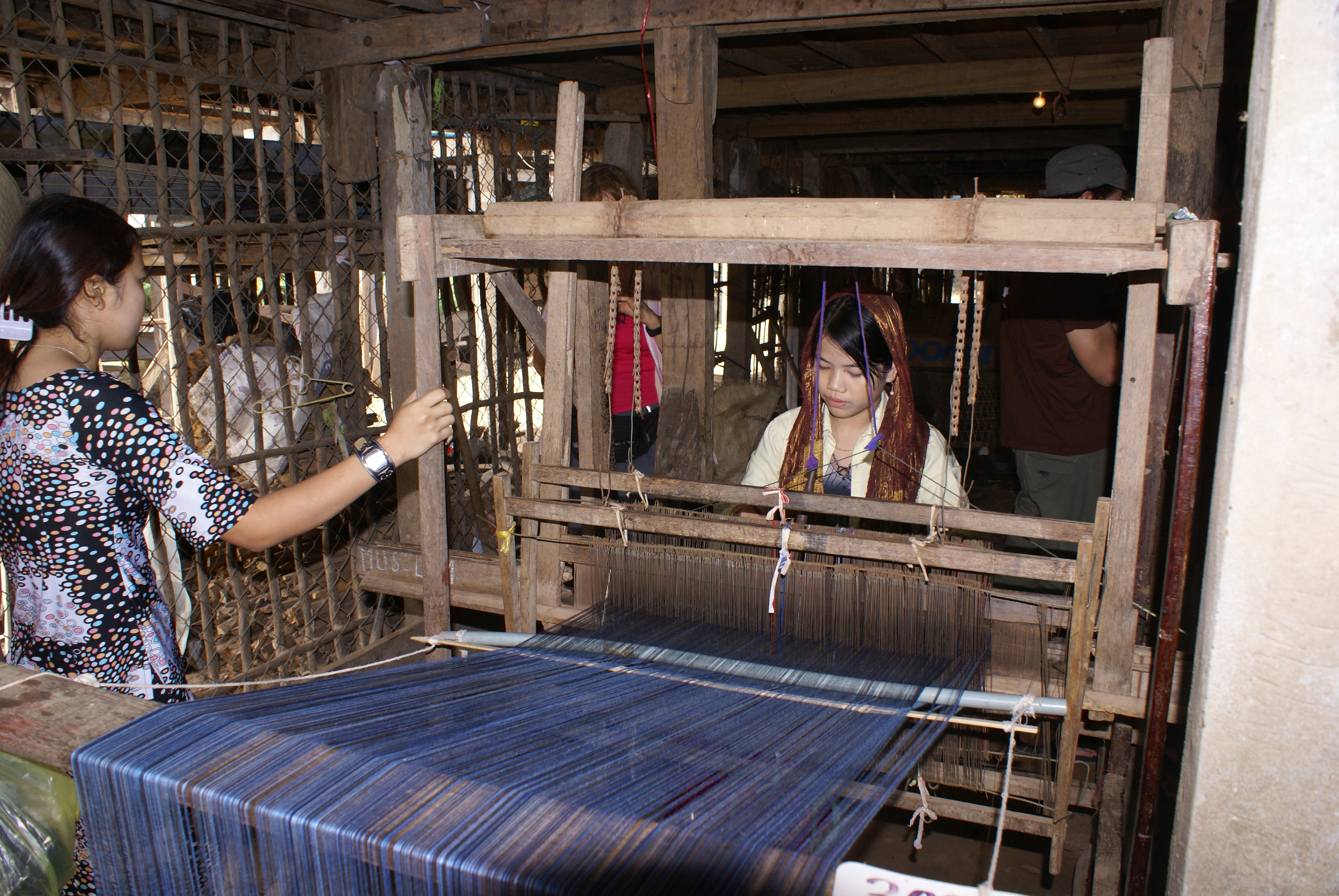
Người Chăm dệt vải ở Đa Phước
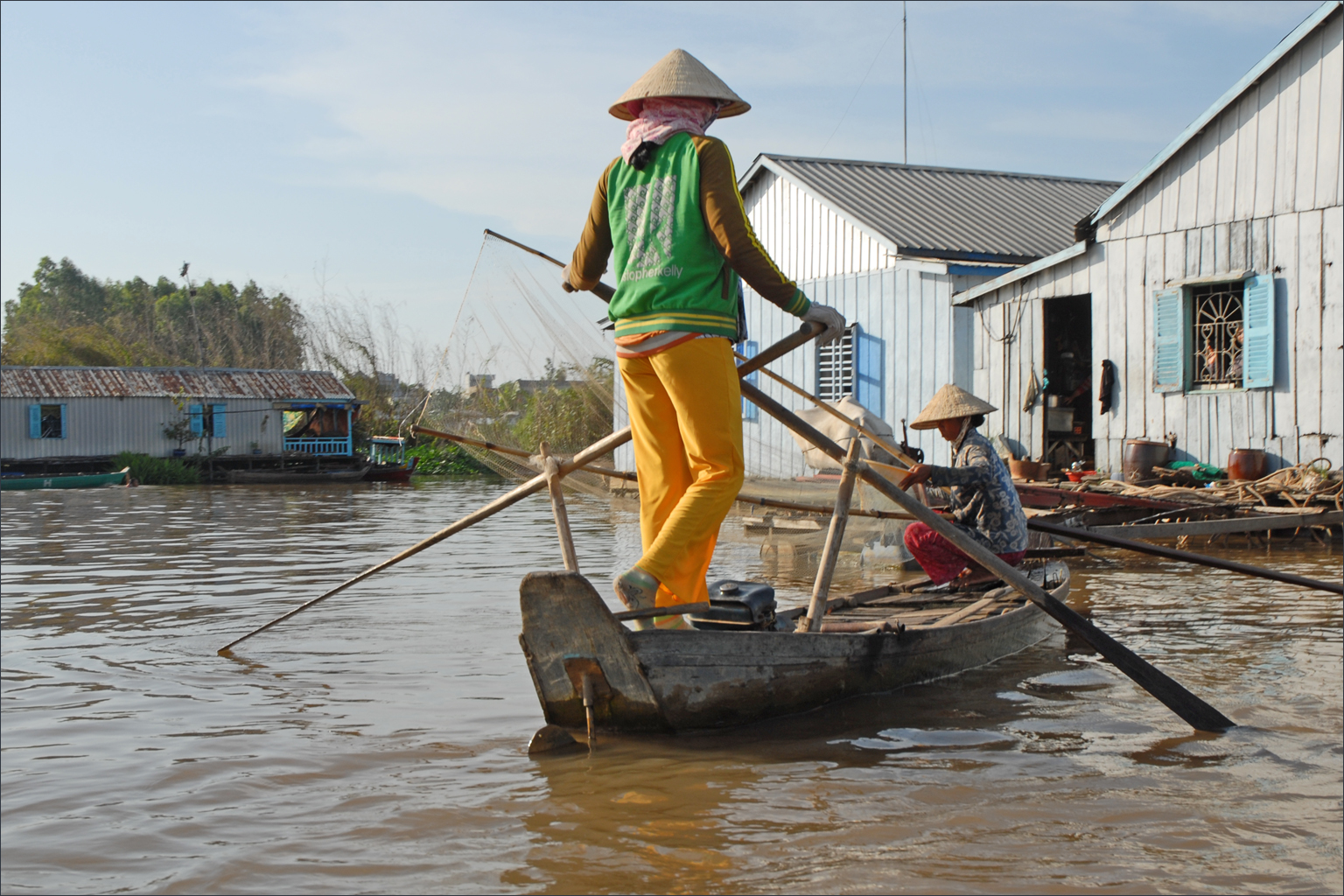
Chèo xuồng ở làng nổi Cồn Tiên
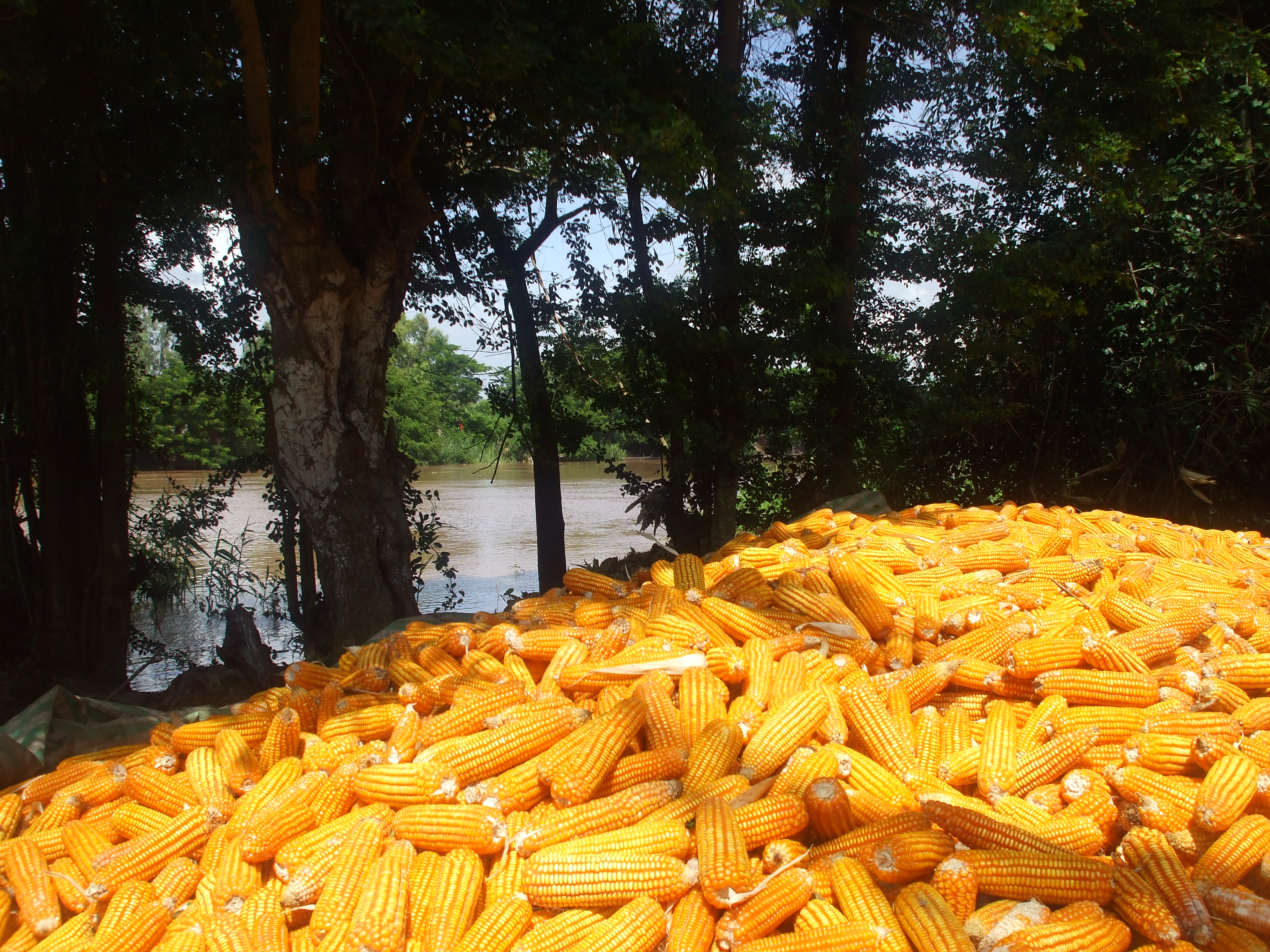
Ngô vàng tại An Phú
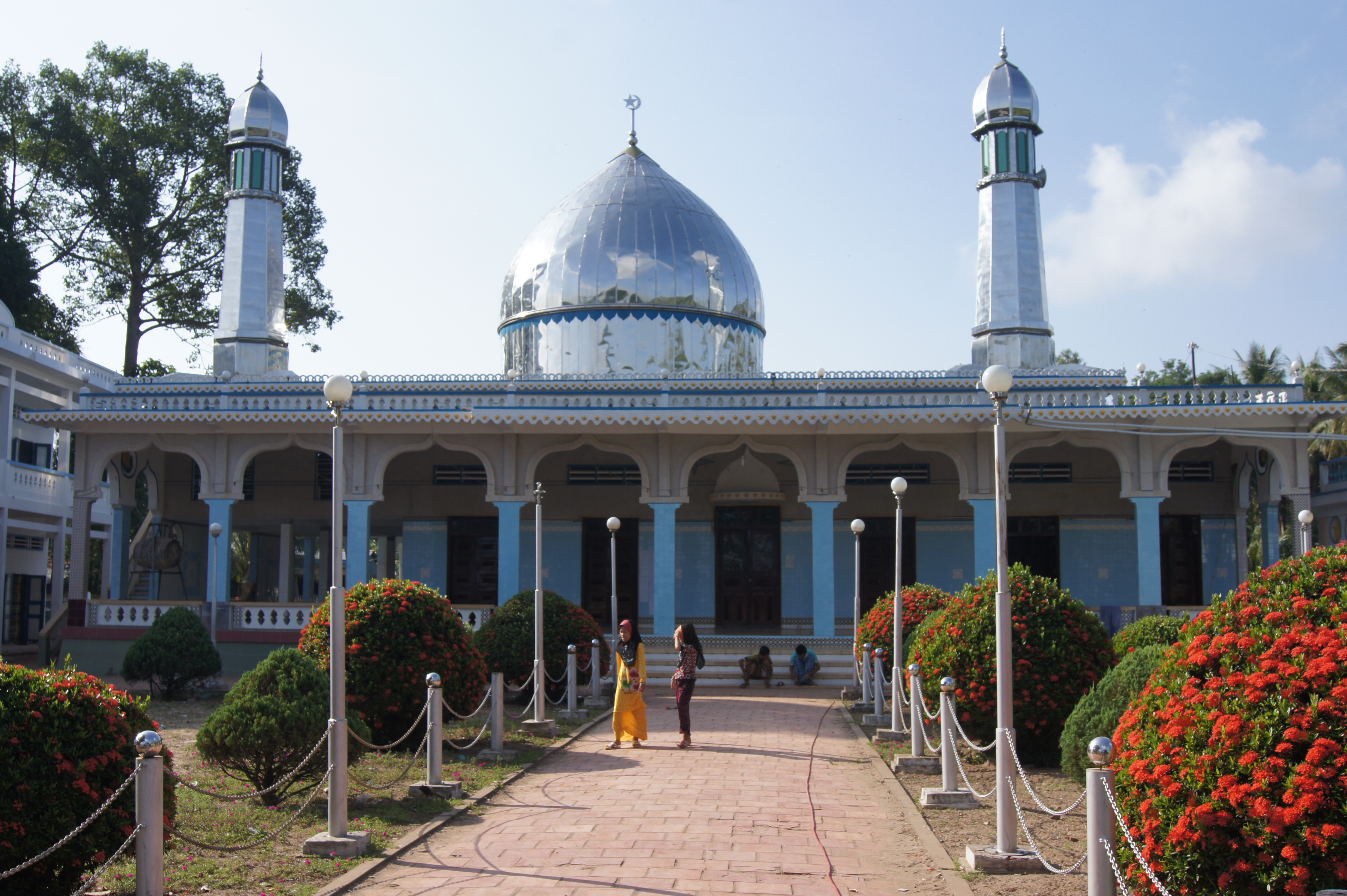
Thánh đường Hồi giáo Mas Jid Khoy Ri Yah ở Búng Bình Thiên (Huyện An Phú, An Giang, Việt Nam) do Đại sứ quán Các tiểu vương quốc Ả Rập Thống nhất tài trợ xây dựng
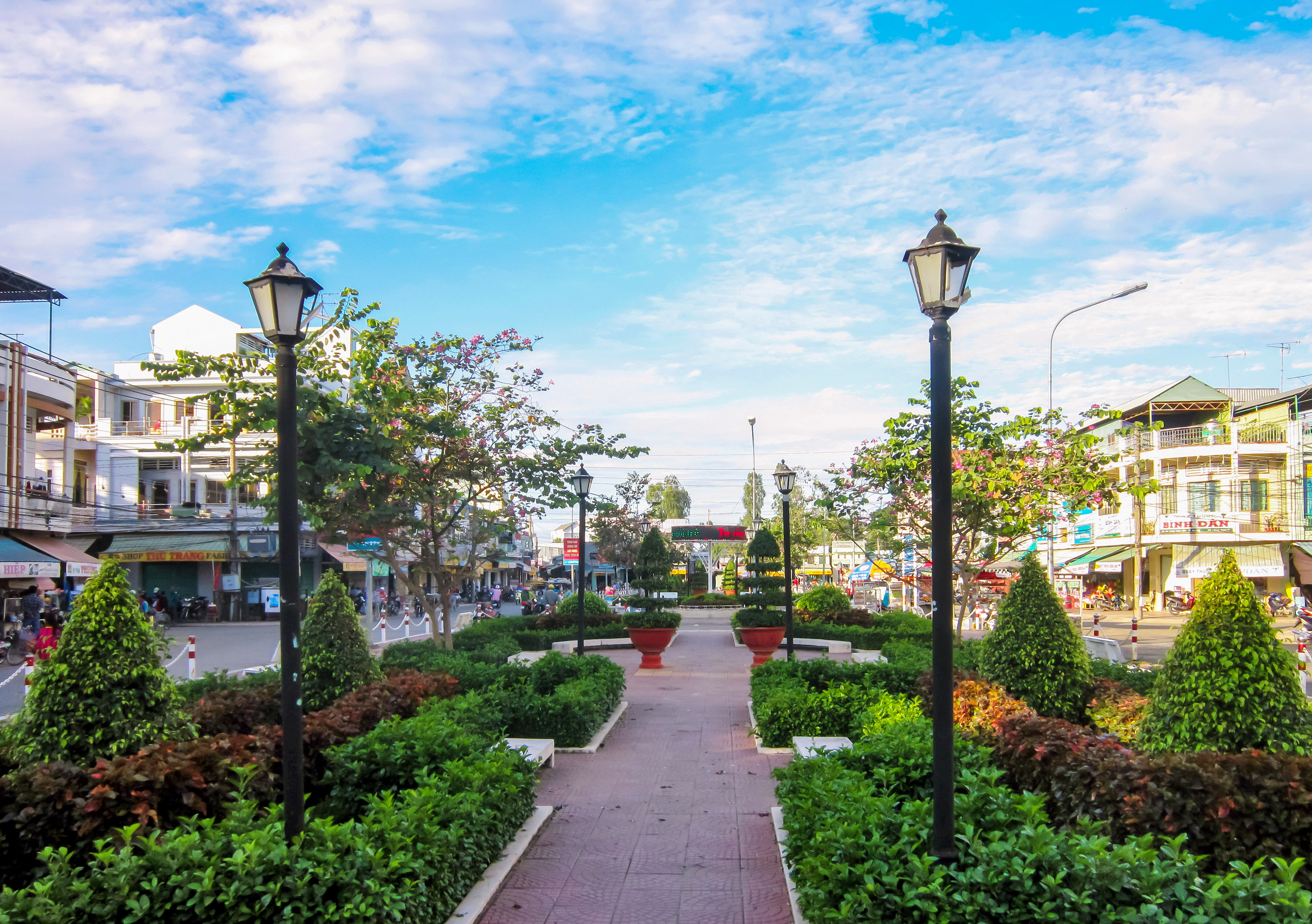
Công viên trung tâm ở thị trấn An Phú, thuộc huyện An Phú, An Giang, Việt Nam.
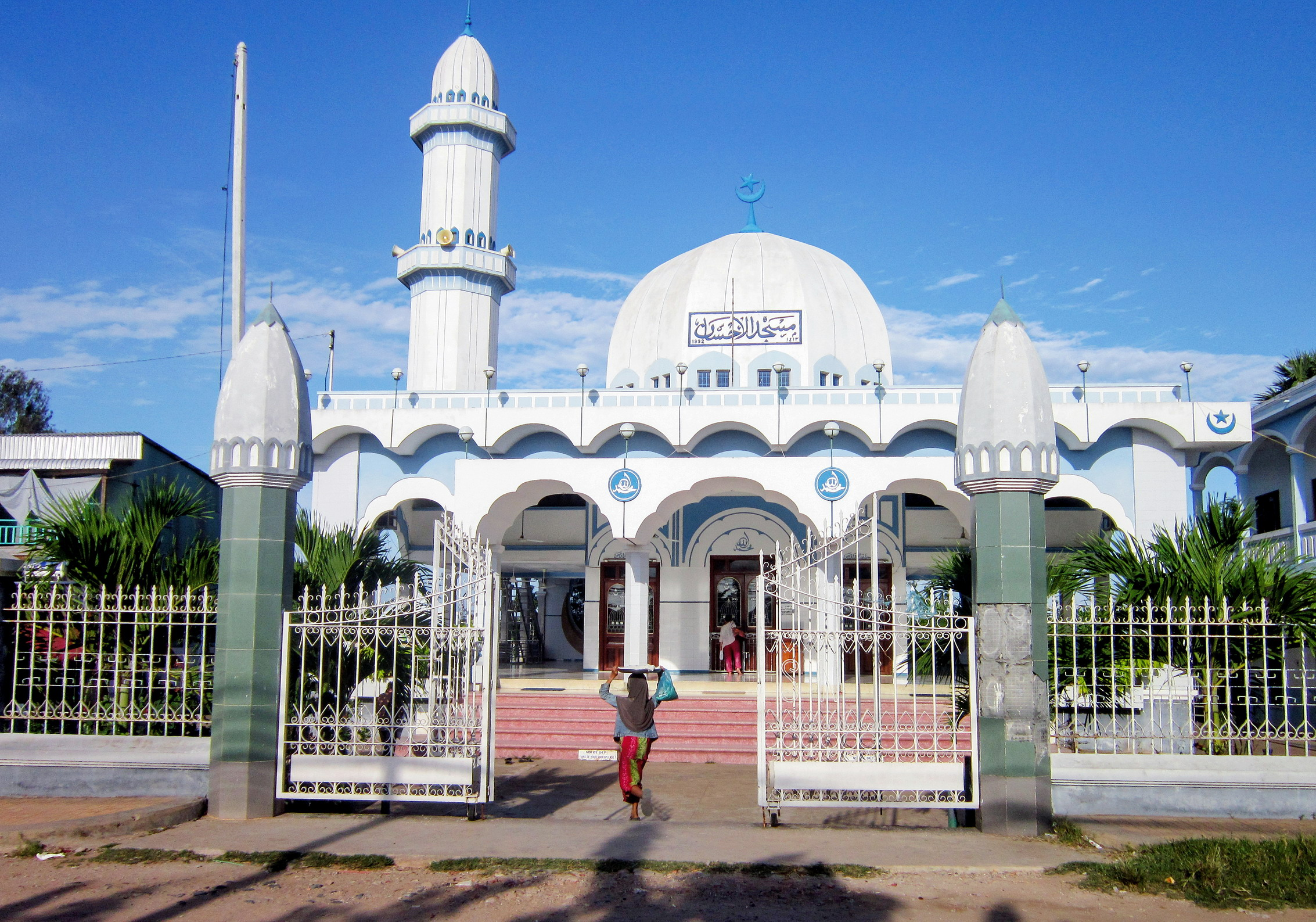
Thánh đường Ehsan ở Đa Phước.
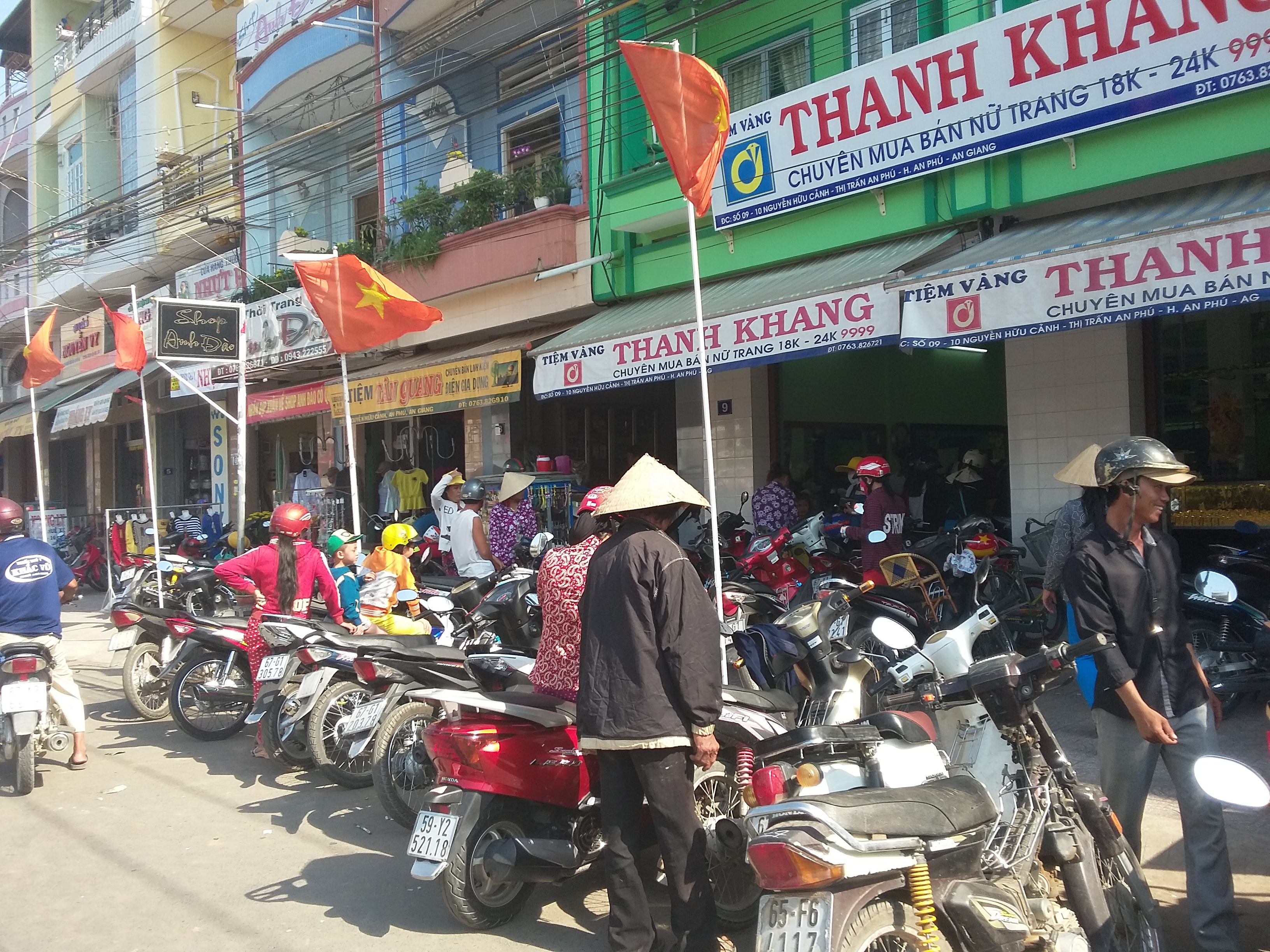
Con đường ở thị trấn An Phú
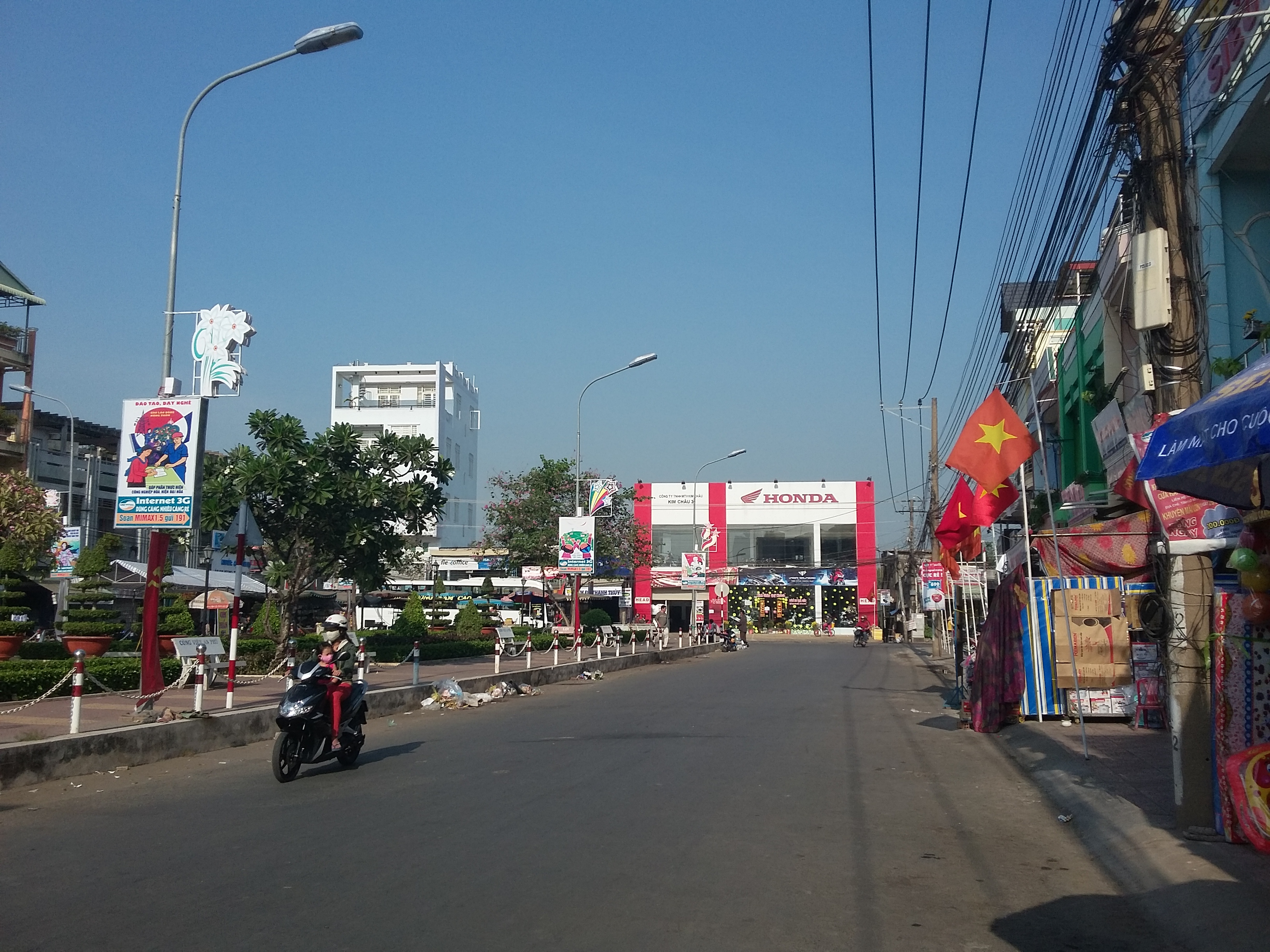
Con đường ở thị trấn An Phú
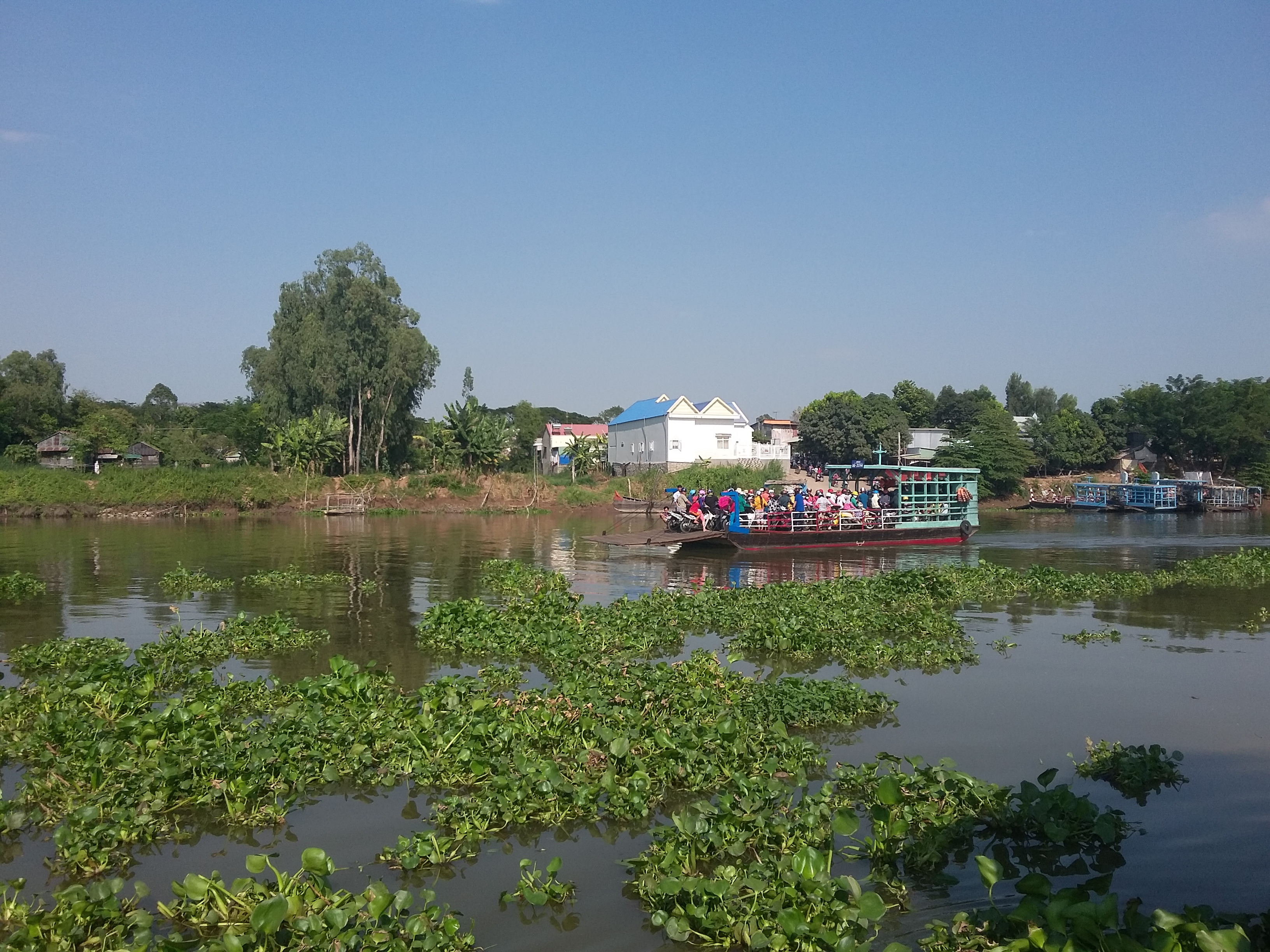
Bến đò An Phú - Vĩnh Lộc
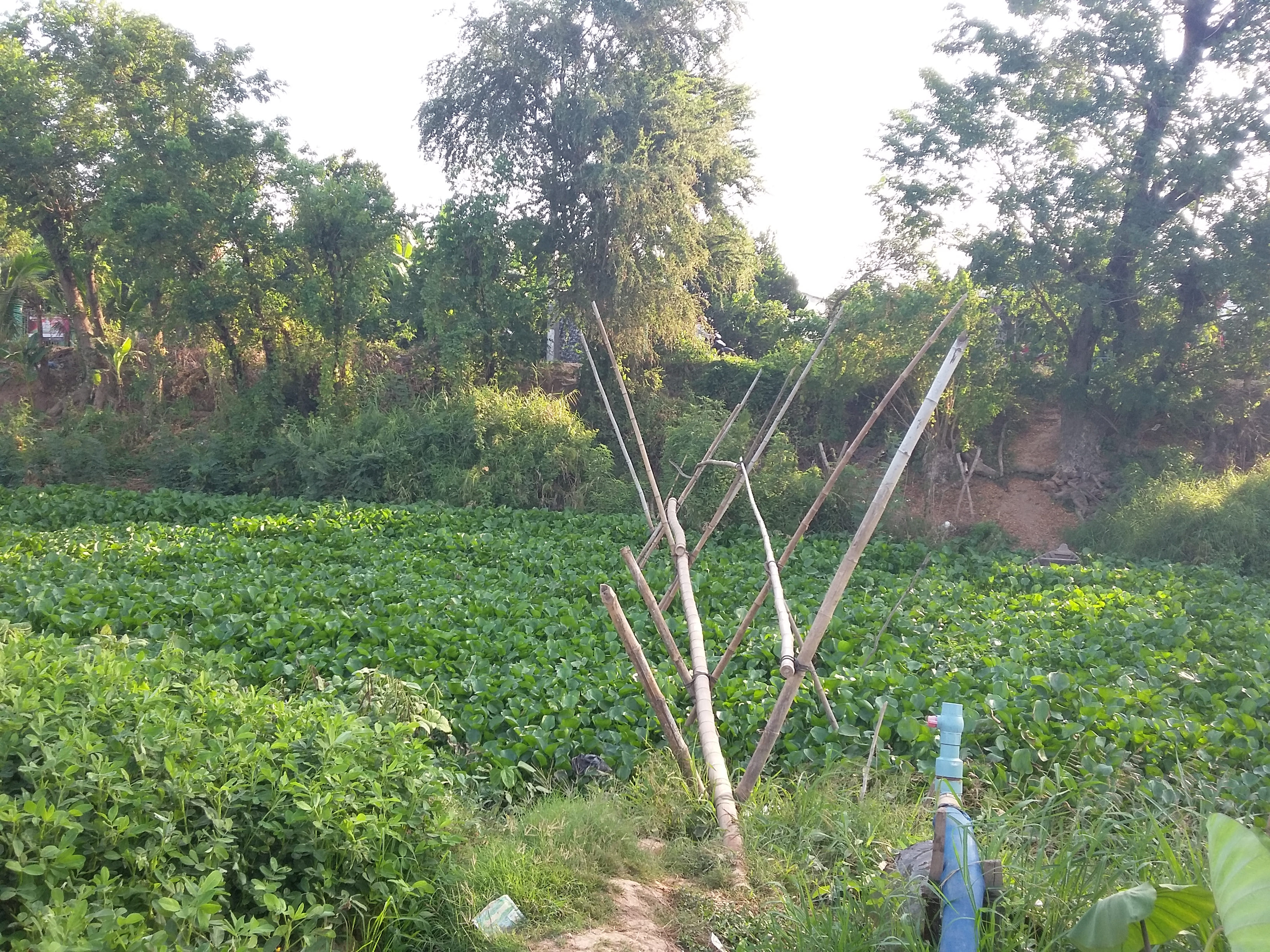
Cầu khỉ ở ấp Phú Thạnh, xã Phú Hữu
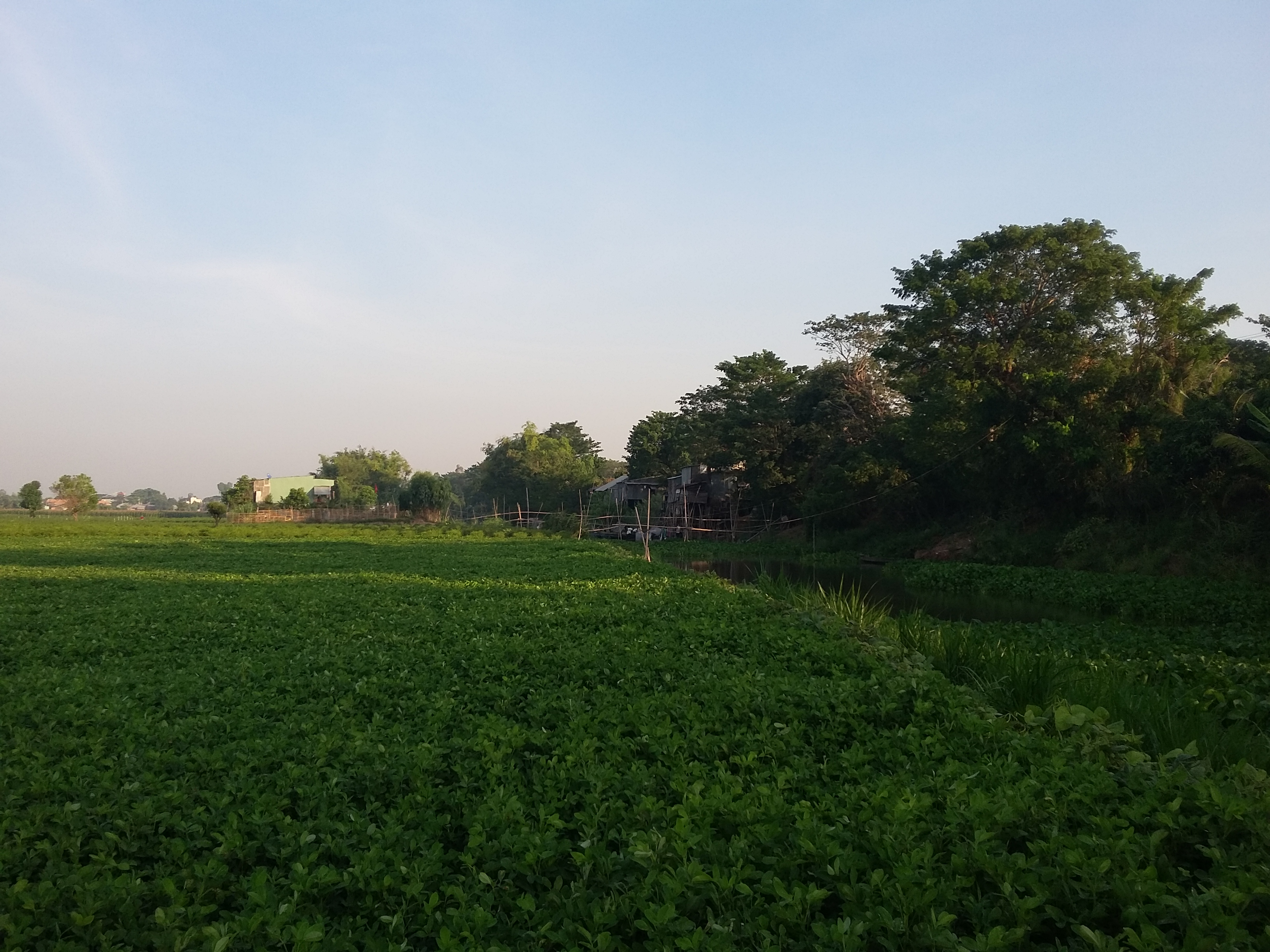
Ruộng Đậu phộng ở Phú Hữu
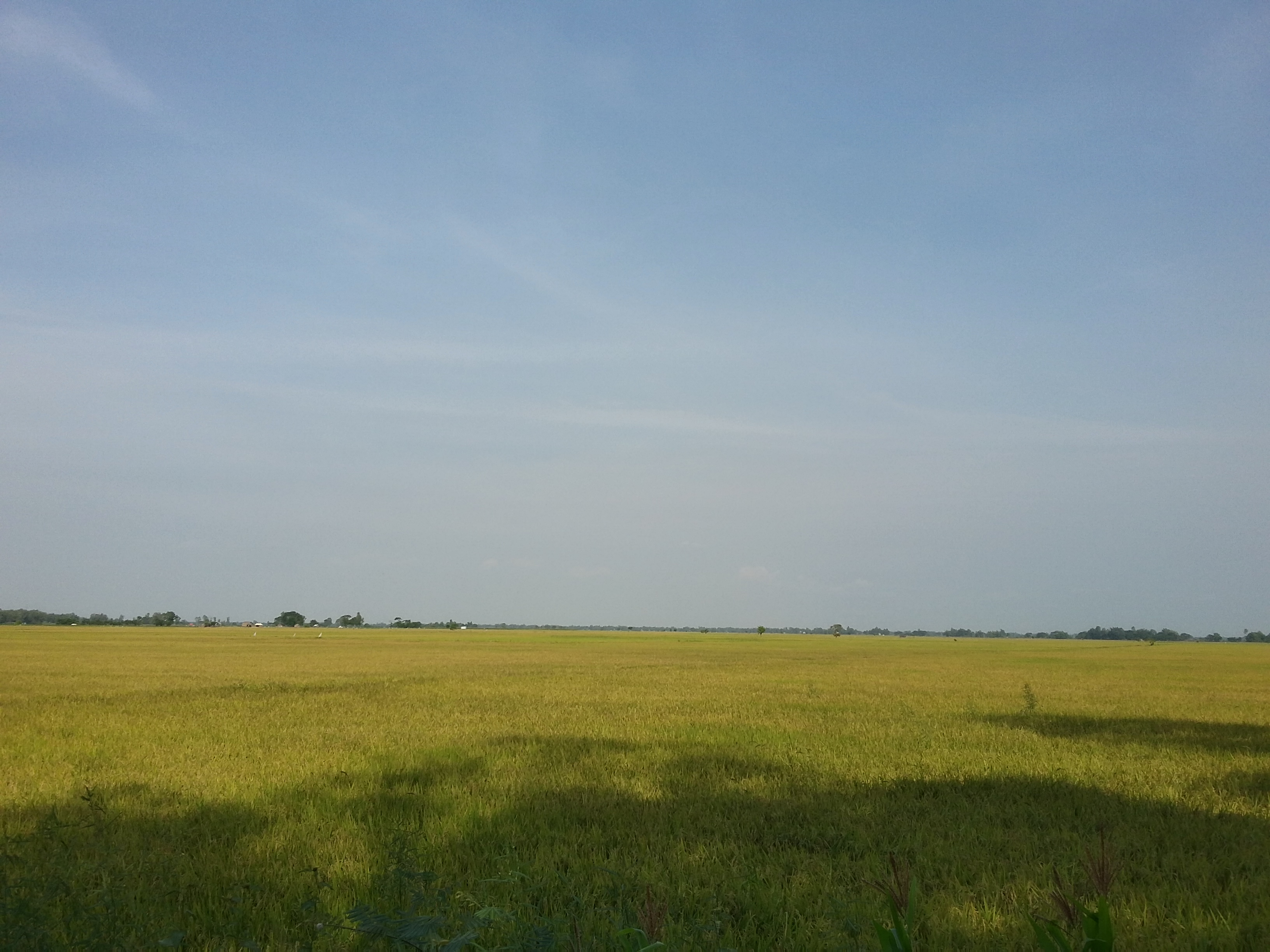
Đồng lúa ở Phú Hữu
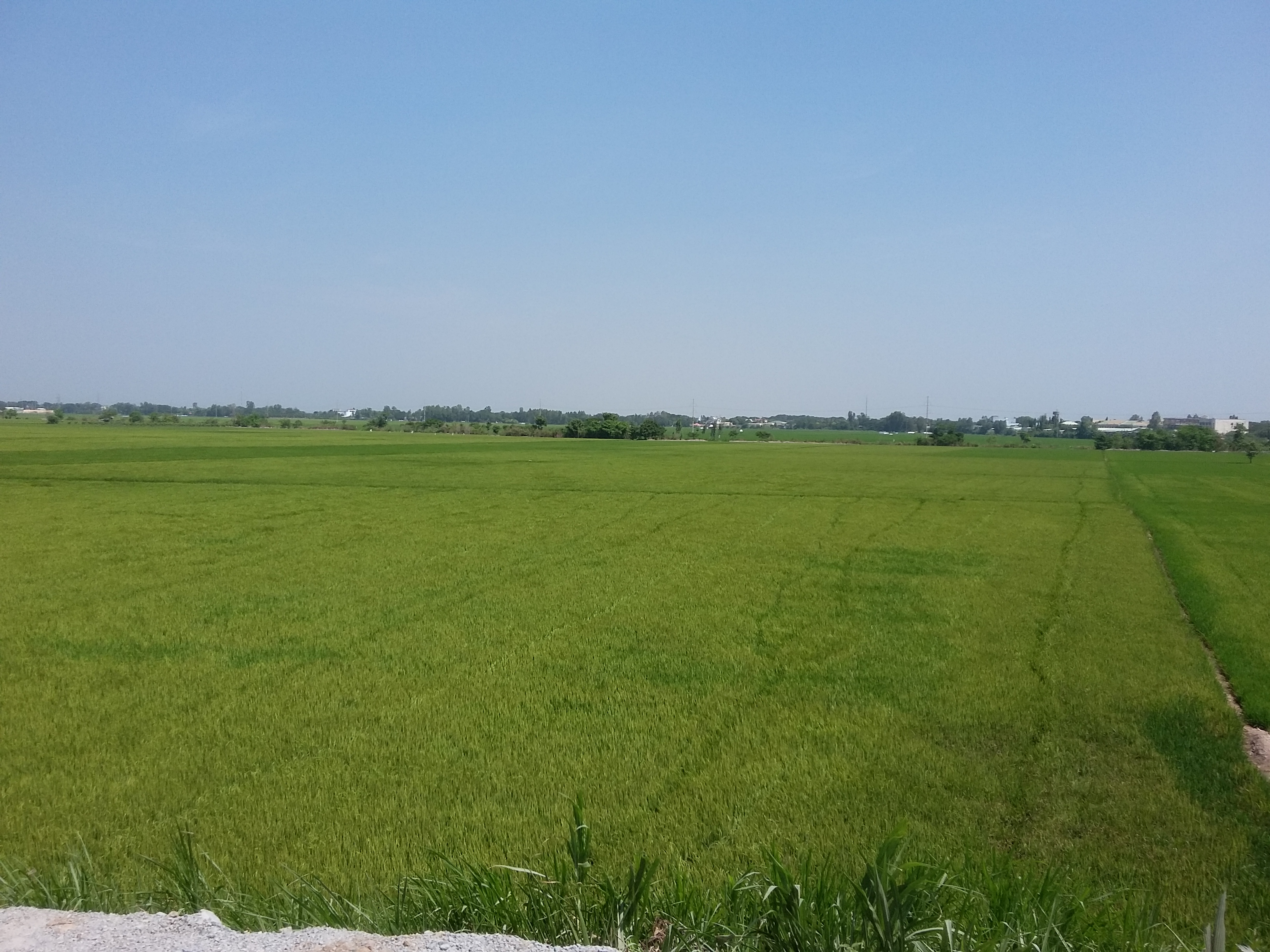
Đồng lúa Phú Hội
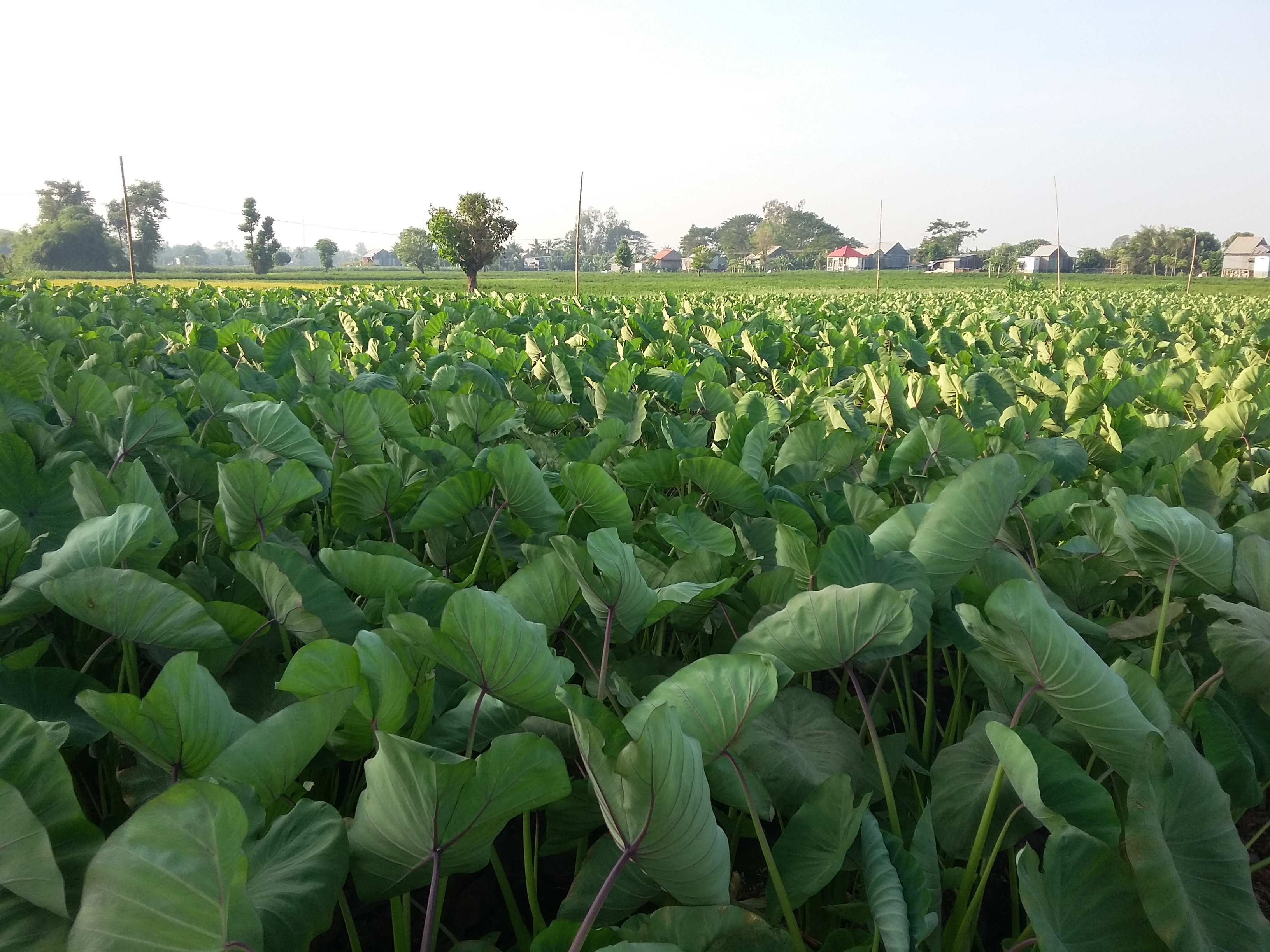
Ruộng khoai Cao ở Phú Hữu
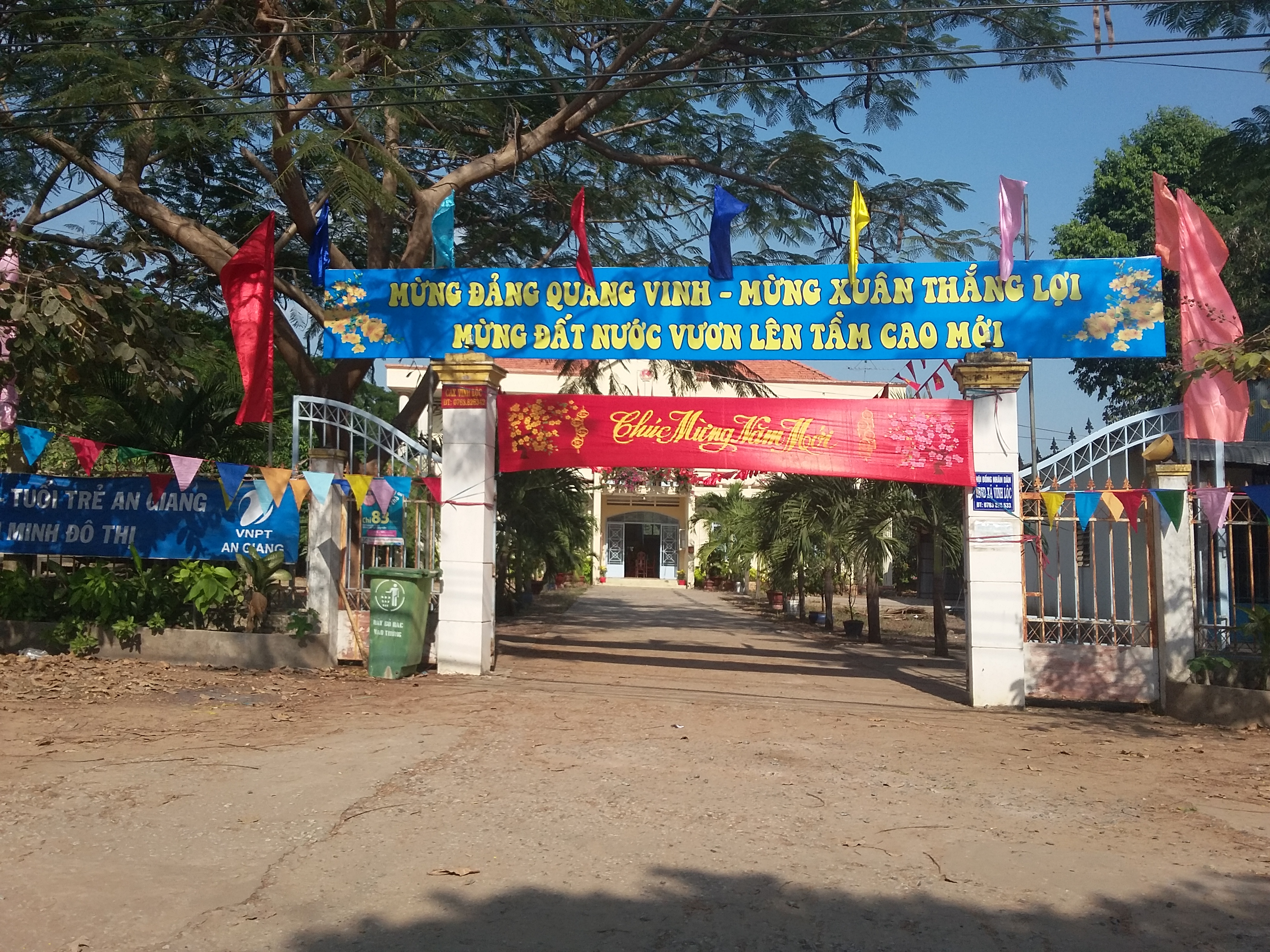
UBND xã Vĩnh Lộc
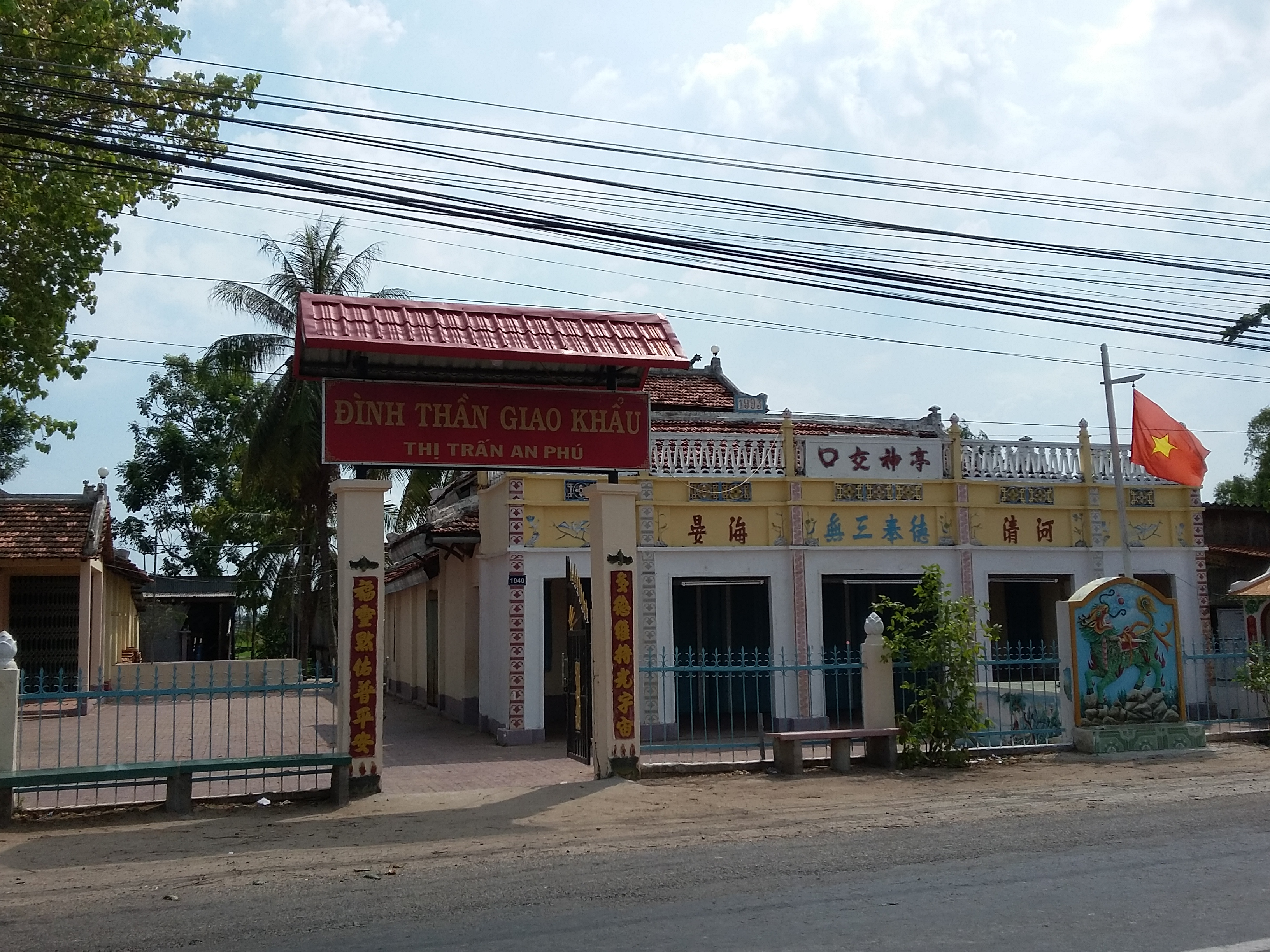
Đình thần Giao Khẩu tại ấp An Thạnh, thị trấn An Phú, huyện An Phú, tỉnh An Giang
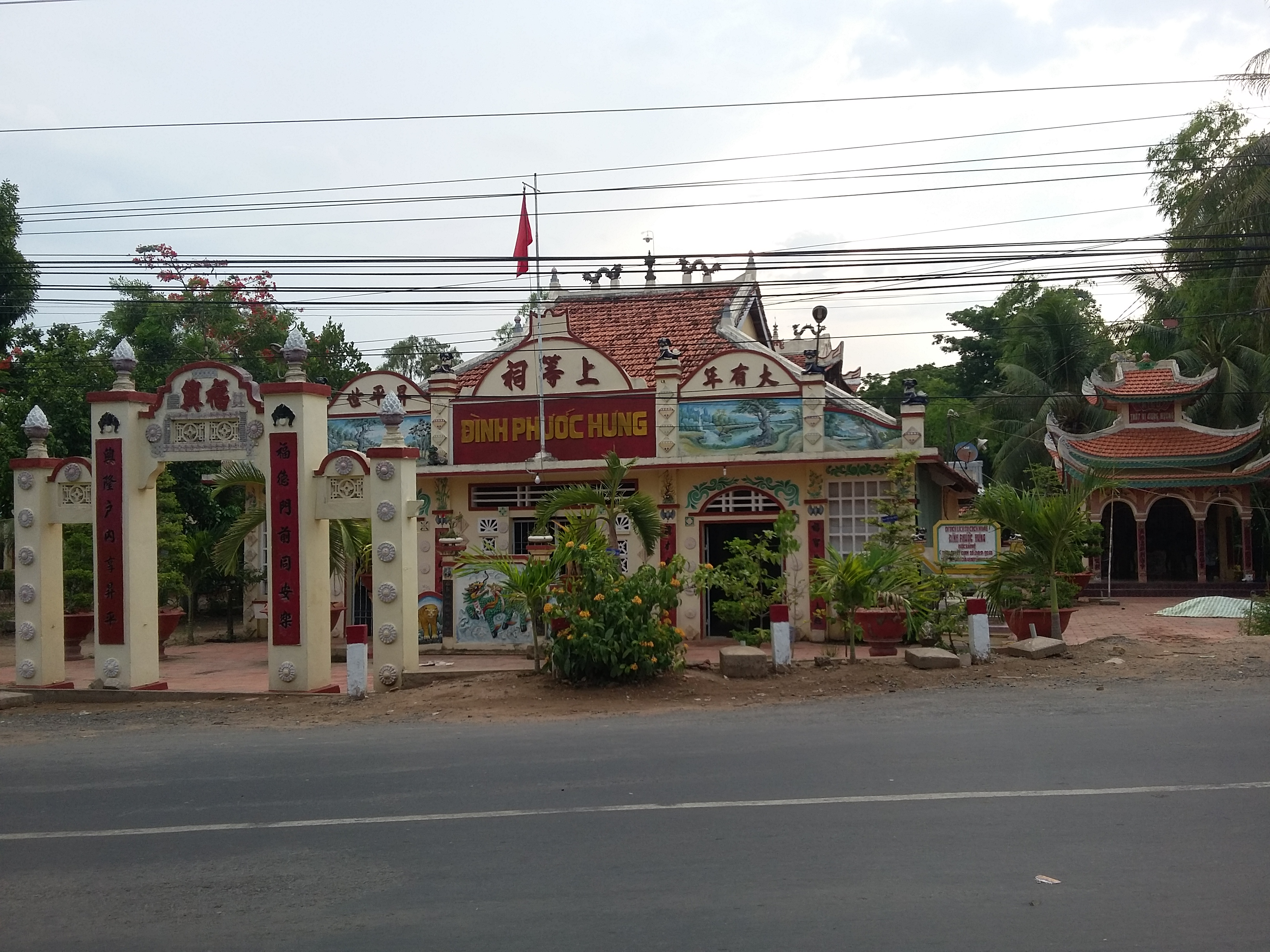
Đình thần Phước Hưng tại xã Phước Hưng, huyện An Phú, tỉnh An Giang
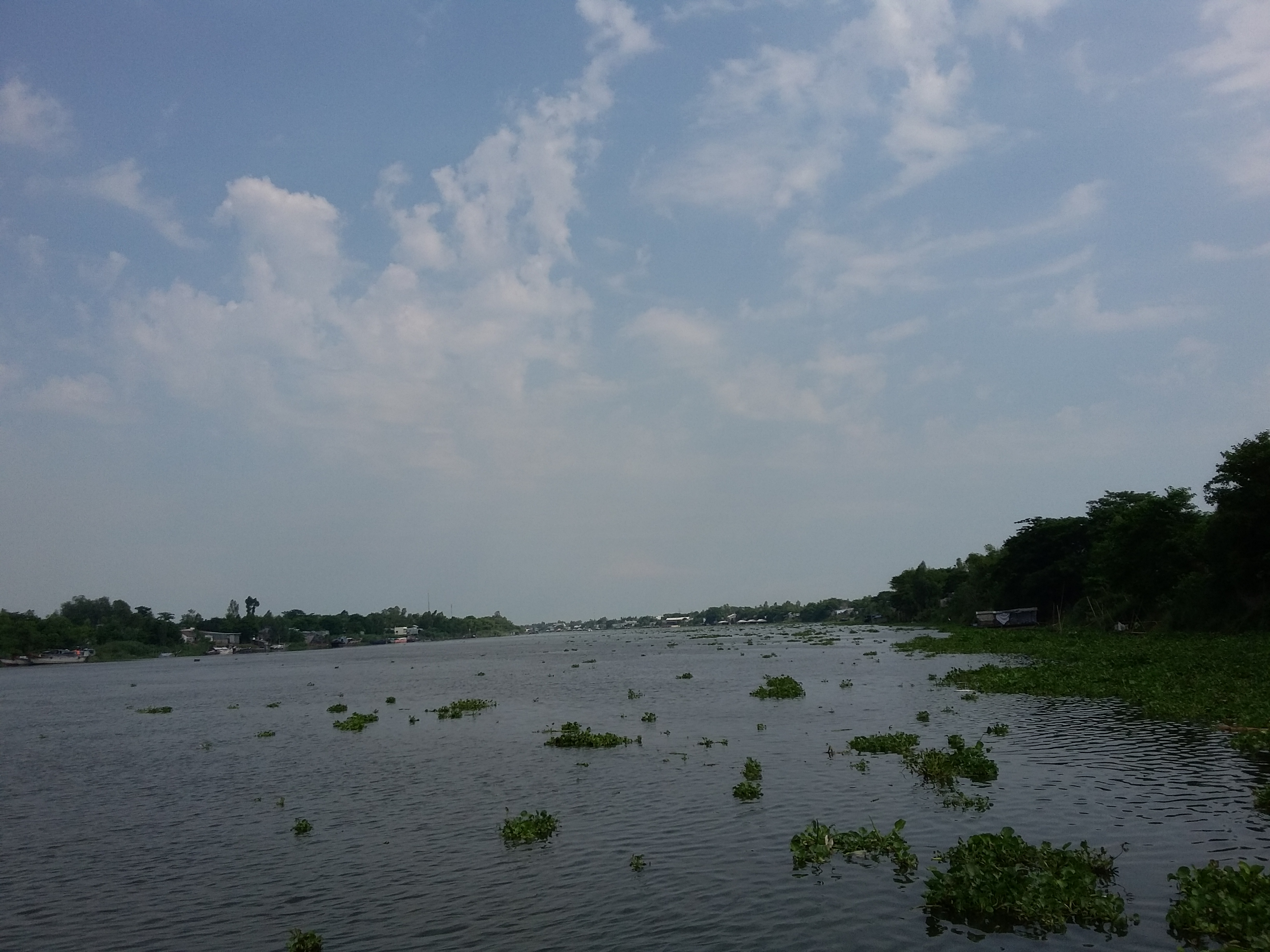
Đoạn sông Hậu tại bến đò ông Thủ nối liền xã Vĩnh Lộc - Phước Hưng, huyện An Phú, tỉnh An Giang
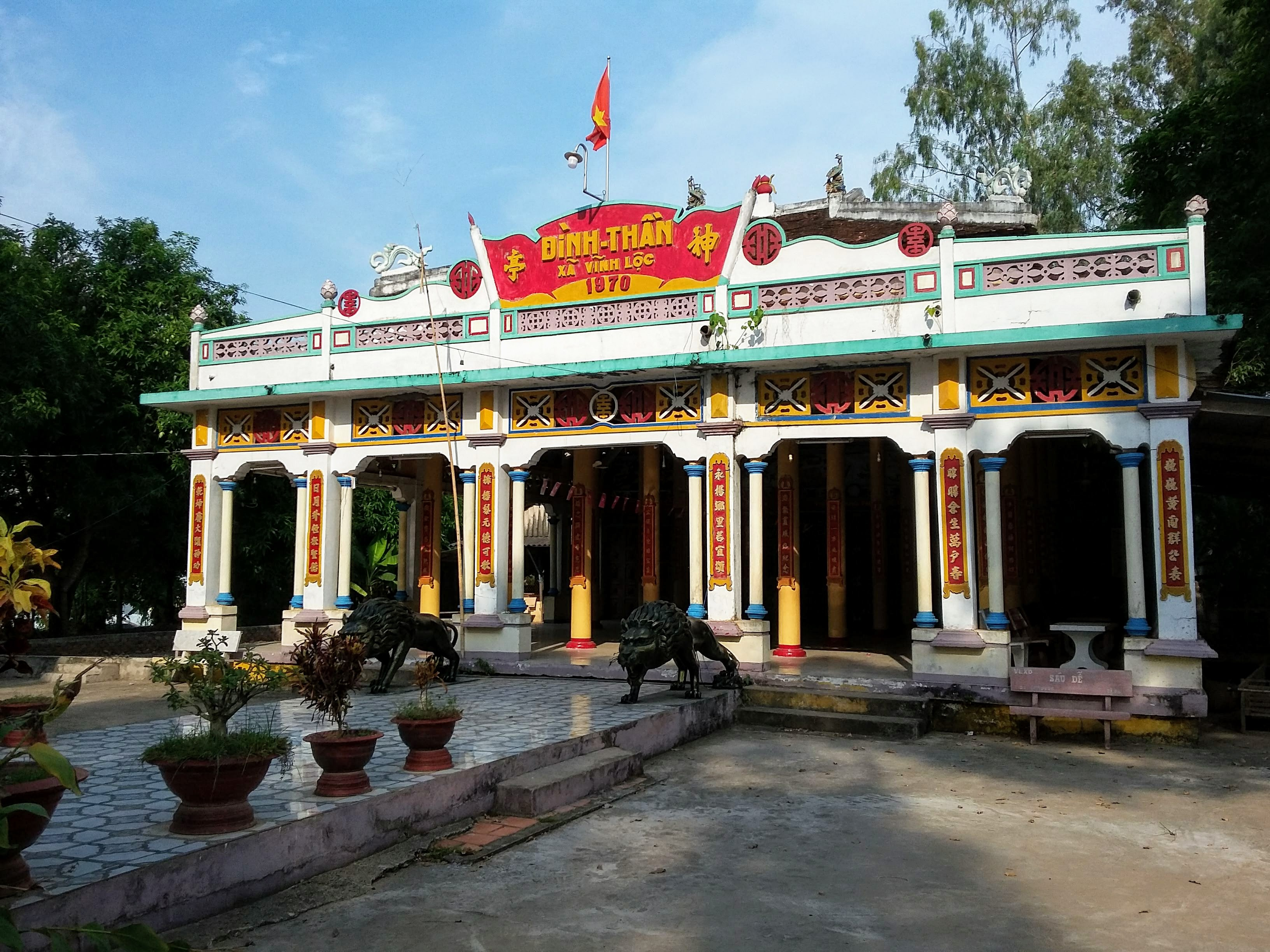
Đình thần ở xã Vĩnh Lộc.
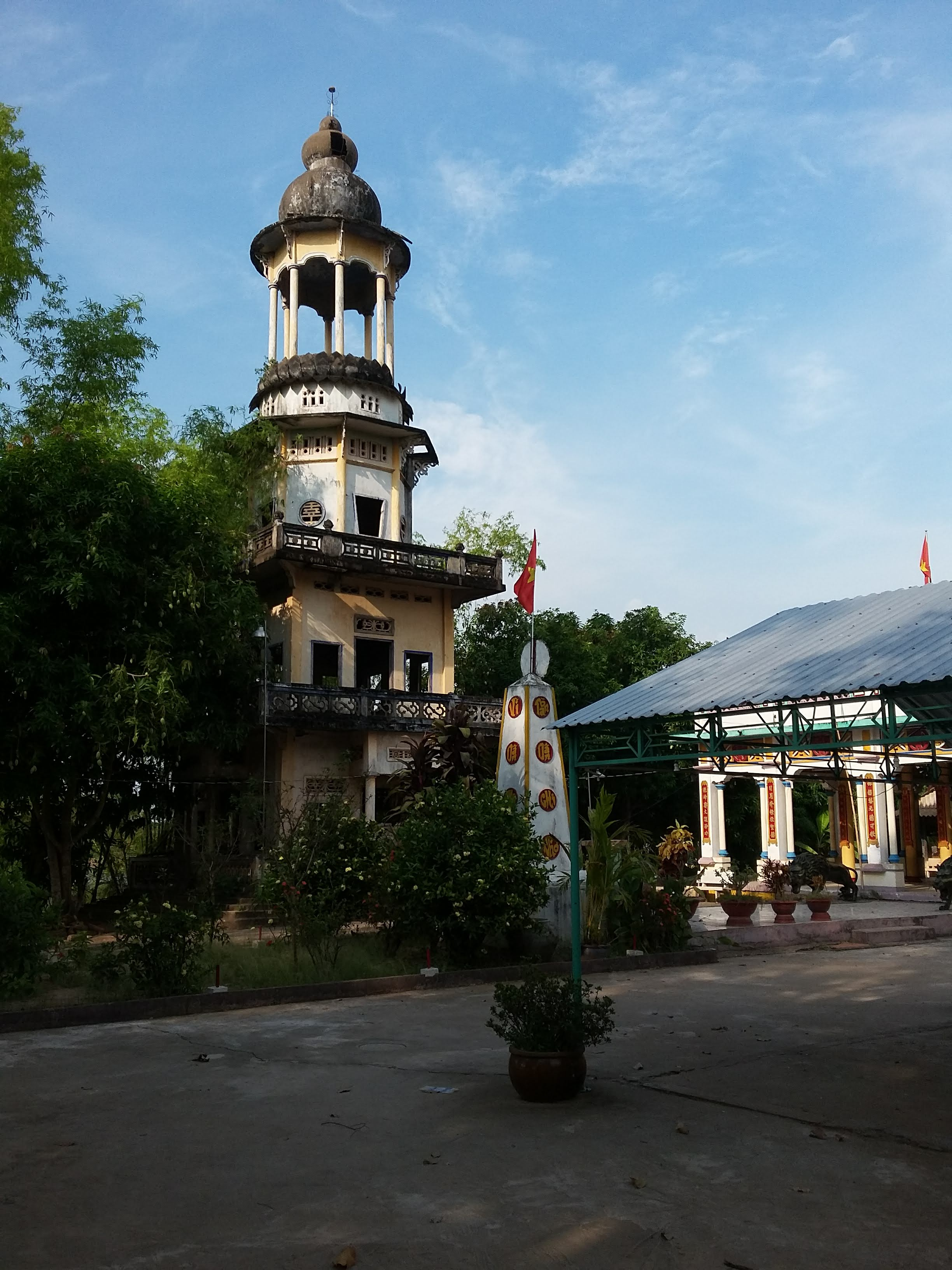
Đài đọc giảng cũ ở đình thần ở xã Vĩnh Lộc.

### Tiếng Việt
- Ủy ban nhân dân tỉnh An Giang (xuất bản năm 2013), Địa chí An Giang.
- Hội Nghiên cứu Đông Dương, CHUYÊN KHẢO VỀ TỈNH CHÂU ĐỐC. Nhà xuất bản Trẻ 2017
- Nguyễn Đình Tư, Địa Chí Hành Chính Các Tỉnh Nam Kỳ Thời Pháp Thuộc (1859 - 1954). Nhà Xuất Bản Tổng hợp TP.HCM 2017
- Nguyễn Đình Tư, Nam Kỳ Địa Hạt Tổng Thôn Danh Hiệu Mục Lục - San Định Năm Nhâm Thìn 1892. Nhà Xuất Bản Tổng hợp TP.HCM 2017
- Nguyễn Đình Đầu, Nghiên cứu địa bạ triều Nguyễn - An Giang (1995). Nhà xuất bản TP Hồ Chí Minh
- Quốc sử quán triều Nguyễn, Đại Nam thực lục (toàn tập). Bản dịch của Trung tâm khoa học xã hội và nhân văn quốc gia, Viện sử học Quốc sử quán triều Nguyễn, Tổ Phiên dịch Viện Sử học phiên dịch. Nhà xuất bản Giáo Dục xuất bản năm 2007.
- Quốc sử quán triều Nguyễn, Đại Nam liệt truyện (toàn tập). Nhà Xuất Bản Thuận Hóa.
- Nguyễn Văn Huy. Tìm hiểu người Chăm Việt Nam.
- Trần Trọng Kim (1919), Việt Nam sử lược.
- Ủy ban nhân dân thị xã Tân Châu, Chương hai: Lực lượng vũ trang địa phương Tân Châu với cuộc kháng chiến chống Đế quốc Mỹ xâm lược (1954-1975).
- Khu VIII-Trung Nam Bộ kháng chiến chống Mỹ, cứu nước, 1954-1975. NXB Chính trị quốc gia, 2001.

### Tiếng Anh và ngoại ngữ khác
- U.S. Army Map Service, Series L7014, Vietnam Topographic Maps 1:50,000. The University of Texas at Austin.
- Daniel Marvin, Expendable Elite: One Soldier's Journey into Covert Warfare. Trine Day; 2nd edition (ngày 1 tháng 8 năm 2006). ISBN 0977795314
- Ron C. Wood, Vietnam: Remembrances Of A Native American Soldier. iUniverse Publishing (ngày 15 tháng 8 năm 2011). ISBN 1462015859
- Cochinchine. Conseil colonial (1901), Procès-verbaux du Conseil colonial: session... / Cochinchine française. Bibliothèque nationale de France
- The Geographer Office of the Geographer Bureau of Intelligence and Research (ngày 5 tháng 3 năm 1976), International Boundary Study Cambodia - Vietnam Lưu trữ ngày 1 tháng 10 năm 2019 tại Wayback Machine. The Florida State University College of Law Research Center.
- Đông Dương pháp chế toàn tập - Recueil général de la législation et de la réglementation de l'Indochine. Thư viện quốc gia Việt Nam.
- Alberto Pérez Pereiro (2012). Historical Imagination, Diasporic Identity And Islamicity Among The Cham Muslims of Cambodia Lưu trữ ngày 8 tháng 8 năm 2017 tại Wayback Machine. ARIZONA STATE UNIVERSITY
- Claudia Seise (2009). The Cham Minority in Cambodia: Division within - Introduction to Contemporary Changes in Cham Communities. State Islamic University of Yogyakarta